# TBSテレビ
株式会社TBSテレビ（ティビーエステレビ、英: TOKYO BROADCASTING SYSTEM TELEVISION, INC.）は、TBSホールディングスの連結子会社であり、関東広域圏を放送対象地域としてテレビジョン放送事業を行う特定地上基幹放送事業者。東京都港区赤坂のTBS放送センター（赤坂サカス）に本社を置いている。
略称はTBSであるが、ラテ兼営の過去からグループ会社の中波ラジオ単営局TBSラジオ（TBS R、旧TBSラジオ&コミュニケーションズ〈TBS R&C〉）もしばしばそのように表記される。ジャパン・ニュース・ネットワーク（JNN）のキー局である。
本項目では、法人としての「株式会社TBSテレビ」、及び地上基幹放送局としての「TBSテレビ」について記述する。

## 概要
前身である「株式会社ラジオ東京」は1951年に一般放送事業者として設立された。その後1955年4月1日、日本国内の民間放送テレビ局として日本テレビに次ぐ2番目に開局し、同時に東京で唯一のテレビ・ラジオ兼営局となった（2001年に分社化）。当時のラジオ東京はニュースネットワーク（JNN）を形成するにあたって新聞色の払拭を進めたことで、多くの地方局をJNNへ取り込むことに成功し、強力な報道体制を確立した。
一方、現「株式会社TBSテレビ」は元々東京放送（株式会社ラジオ東京の当時の商号）の娯楽番組制作を手掛ける制作プロダクション「株式会社TBSエンタテインメント」として設立されたことから、2009年3月まで放送免許は親会社の東京放送が保有していた為、日本民間放送連盟（民放連）に加盟していなかった。
同年4月1日付で東京放送（同日に「株式会社東京放送ホールディングス」に商号変更）が事業分割され、テレビ放送免許の承継を含むテレビ放送事業と、赤坂サカス・赤坂BLITZといった各種施設の運営や催事などの文化事業を承継して、「TBS」の略称を継承した。制作プロダクションから一般放送事業者（現・民間特定地上基幹放送事業者）に転じ、民放連にも加盟した。その他、TBSラジオから同社送信所（埼玉県戸田市）の保守管理業務を受託していた。

## 事業所
本社
東京都港区赤坂五丁目3番6号 TBS放送センター
関西支社
大阪市北区梅田二丁目5番22号 ハービスOSAKA11階
名古屋支局
名古屋市中村区名駅一丁目1番1号 JPタワー名古屋12階

## 沿革

### 1950年代
- 1953年（昭和28年）
  - 1月16日：ラジオ東京（現：TBSホールディングス）が地上アナログテレビジョン放送の予備免許を所得[5][6]。
  - 12月：株式会社ラジオ東京（現：TBSホールディングス）が、東京都港区赤坂一ツ木町36番地（現在の赤坂五丁目3番6号。近衛歩兵第3連隊跡地（300余坪））において、テレビ局舎の建設を開始[7][8]。
- 1954年（昭和29年）
  - 1月16日：送信施設となるテレビ鉄塔の建設起工式を挙行[9][10]。
  - 4月8日：テレビ局舎の建設起工式を挙行[11][12]。
  - 9月：初のテレビ中継車（初代1号テレビ中継車）が完成[13]。
  - 10月5日：初代のテレビ送信機（RCA社製 型番：TT-10AH）及びテレビ鉄塔のアンテナ（RCA社製 12段スーパーターンスタイルアンテナ 型番：TF-12AH 地上高：173.1m）を備え付ける[14]。
  - 12月25日：テレビの試験電波を発射[12]。
- 1955年（昭和30年）
  - 1月8日：テレビ局舎の落成式を挙行[15]。
  - 1月17日：テレビ局舎完成（A〜Cスタジオを含む）[16]。
  - 1月24日：電波監理委員会より、テレビの呼出名称を「ラジオ東京テレビジョン」と指定される。[15]
  - 1月28日 : 郵政省より、地上アナログテレビジョン放送の本放送の免許を取得（呼出符号:JOKR-TV、チャンネル6、映像出力10kW、音声出力5kW。送信所も同所）。[14][12][17][18]
  - 1月：前述の敷地内で、テレビ送信用のタワー（地上高177m）が完成[19]。
  - 2月10日 : 試験電波の発射を開始[注 3][20][18]。
  - 4月1日：開局。午前10時に本放送開始。 開局記念式典を、Aスタジオにて挙行。この日から、「東京テレニュース」を開始。更にテレビ開局記念番組として、東京都体育館から「グランド・テレビ・パレード」を公開生放送[8][18][21][22]。
    - なお世間一般では、新聞のテレビ欄表記から「KRテレビ」（ケイアールテレビ、略称「KRT」）や「ラジオ東京テレビ」（ラジオとうきょうテレビ）と呼ばれていた。

  - 4月13日：局としてはテレビ初のプロボクシング中継を行う[注 4][22]。
  - 5月15日：テレビの大相撲中継を開始[22]。
  - 6月1日：街頭テレビ第1期77箇所の設置を完了[22]。
  - 7月2日：この日に大阪球場で行われた、第5回「プロ野球オールスター戦」第1戦にて、大阪から局初の遠距離中継を実施[21][22]。
  - 8月20日：街頭テレビ第2期43箇所の設置を完了[22]。
  - 12月31日
    - 局初のラジオ・テレビ同時年末特別番組として、「1955年オールスター歌合戦」をこの年から放送（於：日劇。1957年からオールスター大行進と改題し、1968年まで続く。）[22][23]。
    - この日の大晦日から翌元日に渡っての放送「ゆく年くる年」にて、銀座・浅草から局テレビ初の3元中継を行う[22][23]。
- 1956年（昭和31年）
  - 1月1日：皇居参賀の鳩山一郎首相（当時）以下閣僚の年頭挨拶を独占放送[23]。
  - 4月2日：世界卓球選手権東京大会を、独占中継[24]。
  - 10月13日：プロ野球 日本シリーズ中継「西鉄 対 巨人」に於いて、民放テレビ初の福岡からの中継を行う。[24]
  - 11月15日：ラジオ東京テレビ、日本テレビ、そして翌月1日にテレビを開局する大阪テレビ放送と中部日本放送の4社で、「番組の交流に関する4社協定覚書」を締結する[24]。
  - 12月1日：大阪テレビ放送と中部日本放送（CBC）テレビが共にこの日に開局したのに伴い、両局との番組交流を強化する[25]。
  - 12月2日：単発ドラマ番組『東芝日曜劇場』放送開始[注 5][24][26]。
  - 12月31日：「ゆく年くる年」を、日本テレビ、大阪テレビ放送、中部日本放送（CBC）テレビとの共同制作で放送[24]。
- 1957年（昭和32年）
  - 7月28日：日曜日朝の政治をテーマにした座談会番組『時事放談』放送開始（1987年3月29日まで）[27]。
  - 11月6日：ソ連（当時）の人工衛星「スプートニク1号」の世界初のフィルム撮影に成功。AP通信を通じ、全世界に報道する[28][29]。
- 1958年（昭和33年）
  - 1月20日 : 早朝放送を開始。画面に放送界初の時分テロップを入れる[28][30]。
  - 1月29日 : カラーテレビの実験局の免許を申請[28][30]。
  - 5月29日：在京民放で初めて米アンペックス社製の2インチVTR（型番：VR-1000）が2台導入される（当時の金額で1台2500万円だった）[31][32][33]。
  - 6月1日：北海道放送[注 6]、中部日本放送、大阪テレビ放送、ラジオ九州（RKB）[注 7]と共に、「テレビニュースに関するネットワーク協定」を締結[32]。
  - 6月8日：同局初のVTRを使った番組「ナショナル日曜観劇会『デン助の裏町人情』」が放送される[注 8][31][32][33]。これを契機に、同局のVTRを使った番組が増加する[注 9]。
  - 7月6日：大相撲名古屋場所のテレビ中継で、日本初のVTRによる取組の録画再生によるリプレーを開始[33][34]。
  - 10月：テレビドラマ『月光仮面』が日曜19時枠に移動。後にこの枠は『タケダアワー』として定着することになり、『隠密剣士』、『ウルトラマン』と言った人気シリーズを輩出することになる（1974年3月31日に終了）。
  - 10月31日：同局のテレビドラマでは初のVTRを使った番組「サンヨーテレビ劇場『私は貝になりたい』」（橋本忍脚本、加藤哲太郎題名・遺書、岡本愛彦演出。VTRは前半で使用し、後半は生放送）を放送。大反響を呼び、この年の芸術祭大賞を受賞した（番組は全編ビデオテープにて現在も保存されており、同局に残された最古の番組ビデオ・アーカイブとされている）[32][35][36]。
  - 11月16日：「東芝日曜劇場」にて、同番組初のVTRを使用したドラマ『マンモスタワー』を放送。この年の芸術祭奨励賞を受賞した（これも前述の「私は貝になりたい」に続き、番組は全編ビデオテープにて現在も保存されている）[32][37]。
- 1959年（昭和34年）
  - 1月31日：カラーテレビ実験局の本免許を取得（コールサイン：JOKR-TVX[14]）[32][38]。
  - 2月2日：カラーテレビ実験局開局。13時30分より、同実験放送を開始[注 10][32][39][40][41][42]。
  - 4月10日：皇太子御成婚慶祝番組（ご成婚祝賀パレード生中継を含む）をこの日12時間、在京の日本教育テレビ（NET）（当時）や地方の各局と共同で、全国21局へ生中継する[注 11][32][43]。
  - 4月14日：同日のカラー実験放送にて、前述の皇太子御成婚の日の1日を追ったカラー短編映画「プリンス・アキヒト」を放送。[44][45]
  - 5月13日：水曜日と日曜日にて、プロ野球のナイター中継を開始[32]。
  - 5月15日：東京国際見本市で、米GE社のカラーテレビ実験放送に参加。その一部を、カラー実験放送としてオンエアし、初のスタジオカラーカメラ実写によるカラー放送を行う[32][46]。
  - 8月1日：前述の皇太子殿下御成婚パレード中継での取材協力を機に、NHKに対抗する日本初のニュースネットワークとして、当時の民放テレビ局16社によって「ジャパン・ニュース・ネットワーク（JNN）」を結成[47][48]。
  - 8月6日：アンペックス社から、VTR編集機を導入[33][49]。
  - 8月17日：「JNNニュース」が始まる[48][50]。
  - 8月：米GE社よりカラーカメラを導入[48][51]。Fスタジオをカラー放送用に改修する[52]。
  - 11月14日：Fスタジオの内装完成、番組「若者日本晴れ」から使用を開始[48][52][53]。
  - 12月2日：カラーテレビの実験放送がこの日から週1回となり、スタジオカラーカメラ実写によるカラー生放送を主体とする内容となる。[39][53]
  - 12月13日：「兼高かおる世界飛び歩き」（翌年の9月20日に「兼高かおる世界の旅」に改題）放送開始[48]。
  - 12月21日：プロ野球の大洋ホエールズ（現在の横浜DeNAベイスターズ）と、実況中継放送の独占契約を締結[48]。
  - 12月22日：川崎球場と、テレビ放送独占契約を締結[48]。
  - 12月30日：「第1回『日本レコード大賞』」を放送（3日前の12月27日、文京公会堂で実施）[48]。以後、毎年年末に同番組を放送する。

### 1960年代
- 1960年（昭和35年）

1960年11月29日から1961年7月31日まで使用されたロゴ

  - 1月17日：テレビ送信所を赤坂から東京タワーに移転。映像出力50kW、音声出力12.5kWに増力[注 12][48][53]。これに伴い、同タワーに設置した東芝製の送信機（TA-2141B型 終段管はGE製：GL-6251）と電気興業製のアンテナ（10段スーパーゲインアンテナ 高さ：275m 実効輻射電力：375kW）が共に同局2代目（同タワー初代）の設備として稼働開始[14]。この当時の赤坂送信所に使われていたアンテナの頂部エレメントは1995年3月2日に解体された後、正門前に記念碑として設置され、赤坂サカス完成後の現在は放送センター南側の南公園に移設されている。
  - 2月8日：プロ野球の、当時の毎日大映オリオンズ（現在の千葉ロッテマリーンズ）と、テレビでの実況中継放送の独占契約を締結[48][53]。
  - 2月：Fスタジオへ、東芝製のカラーカメラを3台導入[51][54]
  - 8月：Fスタジオのカラー化工事が完成[52][55]。
  - 9月2日 : カラーテレビ本放送の免許を取得。[注 13][55][52]
  - 9月10日：カラーテレビ本放送を開始（ちなみにNHK、日本テレビと共に東京地区では初だった）。開始記念番組として、Fスタジオから、小牧・橘・松山各バレー団出演による『カラー・ミュージカル「バレー・フェスティバル」』を放送[注 14][注 15][55][56][57]。
  - 10月10日：ラジオ東京が東京証券取引所第1部に株式を上場[55]。
  - 10月頃（期日不明）：自社が所有するアンペックス社のモノクロVTRのカラー化の為に、カラー付加器（アタッチメント）を導入[54]。
  - 11月29日：株式会社東京放送（とうきょうほうそう）に商号変更し、略称をTBSとする[注 16][55]。この頃、「東京テレビ」「東京ラジオ」という呼称を採用したものの、定着には至らなかった。

- 1961年（昭和36年）

｢TBS｣の筆記体ロゴ
（1961年8月1日から1991年9月29日まで使用）

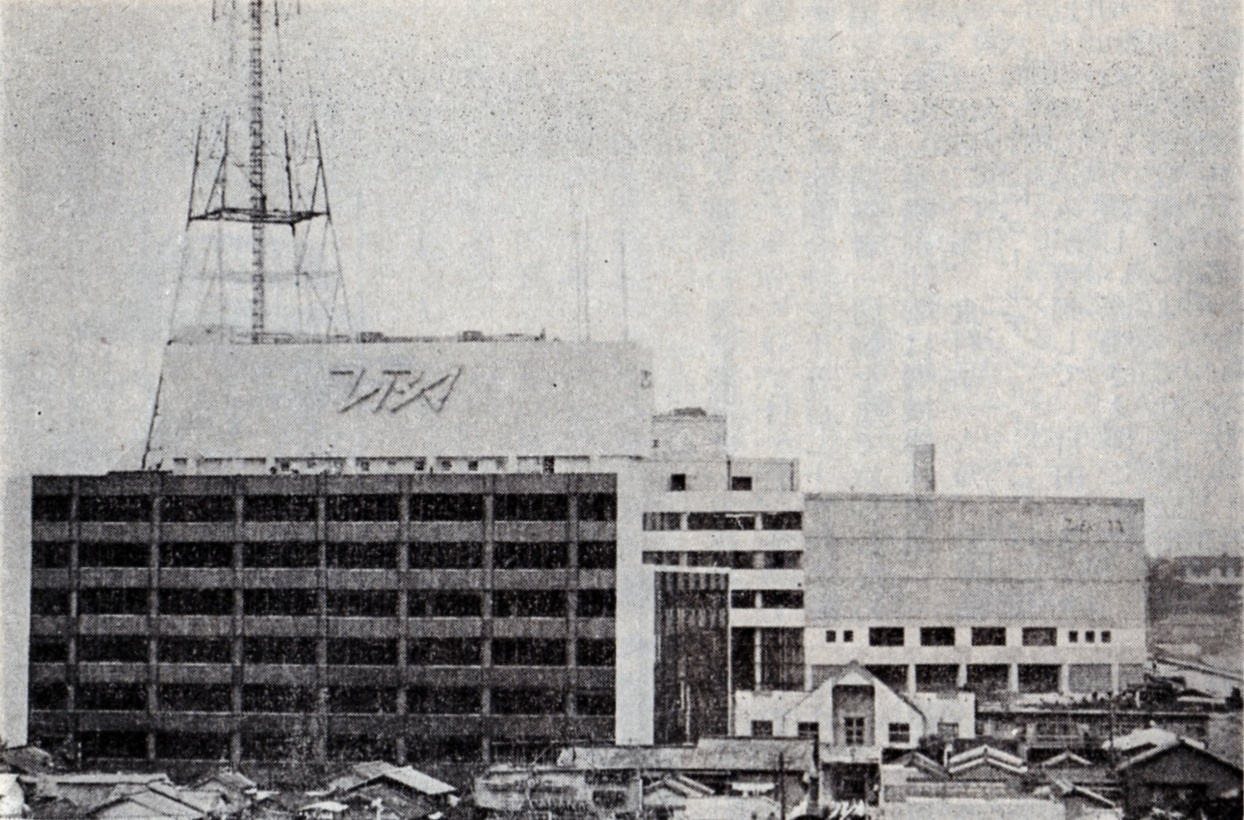
旧社屋竣工当時の外観
（1961年）

  - 2月28日：初のカラーテレビ中継車が完成。同局の第5号のテレビ中継車として活躍[58][59]。
  - 8月1日：業務用マーク制定[59]（原案者：今道潤三、制作者：市川景）。電波をモチーフにした筆記体の「TBS」をアレンジしたもので、CI導入の1991年まで長く使用された。
  - 9月：コーポレートカラー「光の3原色（青・赤・緑＝能力・熱意・責任）」制定。車両の塗装や局名告知等に使用開始。
  - 10月1日：「光の3原色」による社旗、社章（バッジ）制定[59]。
  - 10月12日：赤坂のテレビスタジオ隣に、本館の本社社屋が完成。ラジオスタジオおよび本社機構が移転する。更に第3次テレビ増設工事も同時に完成。これに伴い、テレビのGスタも完成する[59]。
  - 12月1日：社名呼称をTBSに統一（公用文等を除き、原則「東京放送」を使用しない）[59][注 17]。
  - 12月24日 - 創立10周年記念企画として、「TBSソング」（中村メイコ作詞・神津善行作曲）の放送を開始[注 18][59]。
- 1962年（昭和37年）
  - 10月1日：史上初の“キャスターニュース”かつネットワーク制作参加ニュース『JNNニュースコープ』スタート（初代キャスターは田英夫と戸川猪佐武）（1990年4月1日終了）[60]。夕方のニュース番組の草分けとなる。
  - 10月15日：テレビドラマ『チャコちゃんシリーズ』の第一作『パパの育児手帳』を放送開始（後に主人公をチャコちゃんからケンちゃんに交代し、『ケンちゃんシリーズ』に改め『チャコとケンちゃん』を最後に1982年9月30日に終了）。
- 1963年（昭和37年）
  - 5月12日 : 第18回毎日マラソンのテレビ（独占）中継にて、日本初のマラソン完全中継を行う[61]。
  - 9月1日：テレビ番組自動送出装置（APS）の運用を開始[61][62]。
  - 11月1日：全日放送開始[61][62]。
- 1964年（昭和39年）
  - 1月6日：音声多重放送の実験局の免許を申請[61]。
  - 2月：東京オリンピック開催に備え、VTR室を建設[63]。
  - 4月12、19日：「東芝日曜劇場『愛と死を見つめて』」を、同番組初の2週に渡って放送。後に4回もアンコール放送をする程の大反響を得る。青山和子の歌による同名の主題歌もこの年（第6回）の日本レコード大賞の大賞を受賞した[61][64]。
  - 4月20日：テレビ番組自動送出装置（APS）の送出を全番組に拡大する[61]。
  - 6月16日
    - 新潟地震が発生。当初、地震直後にTBSのラジオ局に支援を要請した、JNN加盟局である新潟放送（BSN）へテレビ中継車、電源車を含めた応援隊を派遣。翌日（17日）朝BSNへ到着直後、新潟BSNローカルでの災害特別番組にも参加したりする支援をしながら、地震災害報道を現地から行う[61][65]。
    - 在京民放テレビ5社共同で、日本初のUHF帯の中継局である、日立UHFテレビ中継局を開局[61]。

  - 9月：VTR室に、芝電機製のオール・トランジスター型VTR（型番：7624）を新たに3台導入、稼働開始。この時点で既に、VTRのカラー対応も装備される[注 19][63][66][54]。
  - 10月7日：音声多重放送の実験局の免許を取得[67]。
  - 10月10日
    - 東京オリンピック開催。期間中、同局のテレビ放送では、16種目を中継する[67]。
    - 前述の開催中継を受け、同社初の放送での本格的なカラーVTRの稼動を始める（この開会式が、TBSが録画したもので残っている最古のカラービデオである）。
- 1965年（昭和40年）
  - 10月5日：テレビ初のベストテン番組『TBS歌謡曲ベストテン』放送開始[68][69]。
  - 10月18日：関東ローカルの『天気予報』の放送を、気象協会内に新設した自社のサテライトスタジオから開始[69]。
- 1966年（昭和41年）
  - 1月2日：円谷プロダクションの制作による、自局初の特撮による連続テレビドラマ第1弾『ウルトラQ』放送開始（モノクロ）[68]。
  - 4月：本格的なカラー放送時代に備え、同社の技術局が「テレビスタジオ増設委員会」を、同年11月には「カラー放送特別委員会」を設置する[51]。
  - 7月2日：カラー劇映画『土曜ロードショー』スタート[68]。この頃から、カラー番組が少しずつ増加していく。
  - 7月10日：『兼高かおる世界の旅』、この日の放送分から一部の回にて、カラー制作による本格的な放映を開始（同番組の全面カラー化は翌年4月2日放送分から）。
  - 7月17日：円谷プロダクションの制作による、特撮連続テレビドラマ『ウルトラマン』放送開始（カラー）[68]（以後同シリーズは、全てカラーとなる）。
  - 9月16日：オランダ・フィリップス社製の最新型プランビコン式カラーカメラ（型番：PC-60）4式を、日本で初めてGスタジオに導入。それまでのカラーカメラに比べ、大きさ、重さ共に約3分の1となり、かつ美しい自然な画質と安定した性能を持ったのが功を奏し、これを契機に、スタジオカラーカメラでの本格的な制作を開始する様になる[51][70]。
  - 9月24日：東京タワーに、新たに東芝製の純国産の送信機（全空冷式TV-55A型 終段管は8F67R）が増設され、同局3代目（同タワー2代目かつ2号機）の送信機として稼働開始[71]。
  - 10月3日：前述のカラーカメラを使ってGスタジオで制作された、この日放映の「ナショナル劇場 カラー・ミュージカル・バラエティー『トッポ・ジージョ・イン・ジャパン』」（3週連続放送）が、局の自主制作としては初の本格的なスタジオカラー制作番組（カラーVTR録画・再生）として放映[51][70]。
  - 12月：アンペックス社製ハイバンドカラーVTR（型番：VR-2000）を導入（翌年6月には同型もう1台を追加導入）[70][72]。
- 1967年（昭和42年）
  - 1月15日：「東芝日曜劇場10周年記念カラー放送『女と味噌汁 その6』」（1965年から始まった連続シリーズ）が局初のスタジオカラーテレビドラマ（カラーVTR録画・再生）として制作・放送[51][70]。
  - 1月29日：この日行われた「第31回衆議院議員総選挙」の開票速報にて、自社で独実開発した、国産大型電子計算機による漢字式表示装置（マジック・ディスプレー）を使用[70][73]。
  - 4月20日：当時のソ連から初の衛星中継による番組『ソビエトから初の5元宇宙中継 -いま結ぶモスクワ・東京』(日ソ共同運航一番機現地着) 放送[73][74][75]。
  - 4月26日：初代6号中継車（カラー仕様）導入（カメラには、前年Gスタで導入された同型のフィリップス社製（型番：PC-60）のカラーカメラを新たに4台購入・使用。）。導入日当日に、この中継車を使い、川崎球場からのプロ野球ナイター中継「大洋 対 巨人」をカラーで放送。これを機に、自社でのカラー中継車を使った番組制作を、本格的に始める。[76][77][78]
  - 4月29日：前述の初代6号中継車の導入を受け、プロボクシングでは自社初の本格的なカラー中継を開始。第1弾は蔵前国技館から、世界ジュニアウェルター級タイトルマッチ「サンドロ・ロポポロ 対 藤猛」の試合を中継[70][73][79][80]。関東地区にて39.9%の視聴率を記録（ビデオリサーチ調べ）[81]。
  - 9月：テレビHスタジオが誕生[72]。
  - 12月31日：『オールスター大行進』（この年は『1967年ヒットソングスター大行進』（於歌舞伎座））、この年からカラー放送となる[82]。
- 1968年（昭和43年）
  - この年、テレビ・スタジオのカラー化改修を進める。1月にCスタ、4月にはDスタ、7月にはEスタ、9月にはHスタと急ピッチで改修された。既にカラースタジオだったFスタも8月に再改修され、同年9月4日には、全てのテレビスタジオのカラー化が完了した[72][83]。
  - 2月3日：大橋巨泉の司会による大喜利番組『お笑い頭の体操』放送開始（モノクロ。1970年1月3日よりカラー。1975年12月27日終了）[83]。
  - 9月30日
    - 自社のテレビニュース番組（『JNNニュースコープ』、『TBSニュース』）のカラー放送を開始[83]。これに伴い、カラーフィルムによるニュース取材を開始。
    - 週1回のボクシング中継番組『キックボクシング中継』放送開始（カラー。1980年3月29日終了）[83][84]。
    - 平日昼の帯ドラマシリーズ『ポーラテレビ小説』放送開始（第1作は『三人の母』）（モノクロ。1971年3月29日の第6作『お登勢』第1回よりカラー。1986年9月26日の第40作『恋とオムレツ』の最終回で終了）[83]。

  - 12月31日：この年の『ゆく年くる年』（フジ系を除く全民放テレビ局同時ネット）の制作局を担当に当り、この年から同番組に於いての、カラー放送（一部中継部分を除く）を初めて実施[85]。
  - 年内 - 東芝と共同で、スタジオカラーカメラ（型番：PK-31）を開発。自社の『東芝日曜劇場』での撮影に使われたのを始め、TBS・JNN系列局や多くの放送局等へ納入され、十数年に渡って製造された名器となった[86][87]。
- 1969年（昭和44年）
  - 6月30日：平日正午からのクイズ番組「ベルトクイズQ&Q」放送開始（モノクロ。翌年（1970年）12月28日からカラー化）。この番組に於いて、初めてテレビ番組にてコンピュータを使用する[87]。
  - 7月21日：『アポロ11号月面着陸特番』を放送。13日間で述べ27時間52分放送した[87]。
  - 8月4日：「ナショナル劇場 『水戸黄門』」放送開始（カラー）[87]。
  - 9月：コンピュータシステム「FACOM-231」を使用した、ビデオテープ管理システムの運用を開始[87][88]。
  - 10月4日：ザ・ドリフターズがメインの公開バラエティ番組『8時だョ!全員集合』放送開始（カラー）（一時中断時期を挟み、1985年9月28日まで）[87]。
  - 12月31日：『輝く!日本レコード大賞』を、この年から大晦日の生中継にてカラーで放送。以後、2005年まで同局の大晦日の看板番組となり、2006年以降は12月30日の恒例番組になっている。

### 1970年代
- 1970年（昭和45年）
  - 2月4日：ドラマ『時間ですよ』が連続シリーズドラマとして放送開始（第30回までモノクロ。以降カラー）[89]。
  - 3月16日：「ナショナル劇場 『大岡越前』」放送開始（カラー）[89]。
  - 4月2日：連続ドラマ『ありがとう』放送開始（カラー）[89]。
  - 10月5日：ゴールデンアワーの番組が完全カラー化（「お天気メモ」を除く）[89][90]。
- 1971年（昭和46年）
  - 2月3日：局内の全テレビ・スタジオへのカラーカメラの導入を完了[89][90]。
  - 11月：気象協会のサテライト・スタジオがカラー化[90]。
- 1972年（昭和47年）
  - 2月28日：「あさま山荘事件」の人質救出の模様を、JNN系列局である信越放送と協力して、10時から18時56分まで生放送[91][92]。
  - 5月：「第1回東京音楽祭」開催。初回のこの年は、同月13日に「国内大会」、同月21日に「国際大会」（後年「世界大会」に改称）を開催。両大会の模様はテレビ・ラジオの双方で中継された。同音楽祭は、1992年まで毎年行われた[91]。
  - 10月1日：クラシックが主体の音楽番組『オーケストラがやって来た』放送開始（1983年3月27日終了）[93]。
- 1973年（昭和48年）
  - 3月1日：東京タワーの1号送信機更新（東芝製 蒸発冷却方式TV-55B型）、同局4代目（東京タワー3代目）の送信機として稼働開始。これにより、1960年に導入された同タワーの前1号機（同局2代目）は、同年9月14日に廃用となる[94]。
  - 7月2日：お昼のワイドショー番組『3時にあいましょう』放送開始（1992年10月2日終了）[93]。
  - 10月：全放送時間が100%完全カラー化（過去の再放送や故意の演出の場合等を除く）[95]。
- 1974年（昭和49年）
  - 1月7日：第1次オイルショックによる原油の供給逼迫および原油価格の高騰により、電気事業法に基づく電力使用制限令が出されたことを受け、この日からテレビの深夜放送を自粛。24時（土曜は24時45分）で放送を打ち切る[96]。
  - 1月16日：連続ドラマ『寺内貫太郎一家』が放送開始[96]。
  - 4月1日：ニュース素材がテレビ・ラジオ共に毎日新聞社へ一本化する[96]。
  - 11月19日：近畿地方の準キー局が、これまでの朝日放送テレビから毎日放送（MBS）にネットチェンジすることで基本合意。朝日放送テレビは、これまで毎日放送がネットを組んでいた日本教育テレビ（NET。現：テレビ朝日）とネットを組み、毎日放送に代わってANNに属することになった[96]。
- 1975年（昭和50年）
  - 3月31日：朝日放送と入れ替わり、毎日放送がJNNに加盟し、テレビのTBS-毎日放送の新ネットワークがスタート。テレビネットワークのいわゆる“腸捻転”が解消される[96]。
    - これにより、今までNETテレビ系列で放送されていた『アップダウンクイズ』、『真珠の小箱』、『皇室アルバム』、『八木治郎ショー』、『野生の王国』、『仮面ライダーシリーズ[注 20]』、『生きものばんざい』や、首都圏では直前まで東京12チャンネル（現：テレビ東京）で放送されていた『ヤングおー!おー![注 21]』などの毎日放送制作番組がJNNのネットワークに引き継がれた[96]。

  - 5月24日：連続刑事ドラマ『Gメン'75』放送開始（1982年4月3日終了）[97]。
  - 9月29日：朝のワイド情報番組の先駆けとなる『おはよう720』放送開始（後に『おはよう700』に改題を経て、1980年9月26日終了）[97]。
  - 10月7日：スタジオ公開クイズ番組『ぴったし カン・カン』放送開始（1986年3月25日終了後、2003年から2021年までリメイク版『ぴったんこ カン・カン』として放送）[97]。
- 1976年（昭和51年）
  - 1月3日
    - 毎日放送制作のアニメ『まんが日本昔ばなし』が、TBSテレビ系列にて放送開始[97]。
    - 大橋巨泉司会による『お笑い頭の体操』終了の後継番組として、クイズ番組『クイズダービー』が放送開始（1992年12月19日終了）[97]。

  - 1月26日：テレビマスター（主調整室・NEC製）更新[98]。
  - 2月1日：東京タワーの送信所が無人化される[14]。
  - 10月10日：世界ジュニア・フライ選手権「ファン・グスマン 対 具志堅用高」を生中継[99]。具志堅がKO勝ちしたしたのを契機に、以後、1981年3月8日にペドロ・フローレスに敗れてタイトルを失うまでの具志堅の同タイトル防衛戦全てを独占生中継する。
- 1977年（昭和52年）
  - 7月1日：連続テレビドラマ「赤い激流」の放送中に、東京タワーの送信所の主電給線の故障により、約20分間停波し、放送が中断する事故が発生（同時ネット回線を経由して放送している地方局には影響なし）[100]。
  - 9月：報道局がENG取材システムを導入。[99]
  - 8月29日：史上初の3時間ドラマ『海は甦える』（江藤淳・作、仲代達矢主演）を放送[99]。なお番組中、スポンサーの日立製作所も史上初の3分CMを4本放送。
  - 9月：3/4インチVTR(Uマチック)によるENG取材を開始[99]。
  - 10月3日：2インチVTRを使用したCMバンクが稼働開始[99][101]。
  - 10月24日：ENG素材の録画・編集から送出までを行う「ENGセンター」が開設。1インチVTRと3/4インチVTR、及び編集システムが導入。[注 22][99][102]
- 1978年（昭和53年）
  - 1月12日：生放送の音楽ランキング番組『ザ・ベストテン』放送開始（1989年10月5日終了）[99]。
  - 4月2日：関口宏司会のスタジオ公開クイズ番組『家族対抗クイズ合戦』放送開始（1979年3月25日終了。翌週から『クイズ100人に聞きました』に改題）。
  - 6月2日：東京タワーのアンテナが更新（電気興業製 8段2ダイポールアンテナ）、稼働開始[103]。
  - 9月22日：テレビ音声多重放送の実用化試験局の予備免許取得。[注 23][104][105]
  - 11月18日：テレビ音声多重放送の実用化試験局の本免許を取得（呼出符号：JOKR-TAM）[103]。
  - 11月20日：テレビ音声多重放送開始（実用化試験放送）[103][106]。最初の放送は『JNNニュースコープ』の2か国語放送[106][107]。
  - 11月22日：ソニー製1インチVTR（型番：BVH-1000）を導入した、1インチVTRビデオ編集センターの第1期工事が完成、稼働開始[107][108]。
  - 11月25日：1インチVTR編集・送出による同局初のステレオ放送番組が放送される（『クイズダービー』（第149回）。翌26日には『サウンド・イン"S"』が放送）[108]。
  - この年、NHK総合テレビと並んで全日視聴率1位獲得（TBS史上唯一の全日1位獲得である）。
- 1979年（昭和54年）
  - 2月4日：この年から、「別府大分毎日マラソン」の中継放送を開始[注 24][107]。
  - 4月2日：『家族対抗クイズ合戦』がこの年の春の番組改編で月曜日夜7時からの放送への時間移行に伴い改題、この日から『クイズ100人に聞きました』として放送（1992年9月28日終了）[107]。
  - 10月26日：歌手で俳優の武田鉄矢主演の連続ドラマ『3年B組金八先生』放送開始[109]。

### 1980年代
- 1980年（昭和55年）
  - 1月1日：この日の『ゆく年くる年』の放送後、ライオン（旧ライオン歯磨・ライオン油脂）の一社提供による同社の発足記念特番として、『ライオンスペシャル・'80年未来をこの手に!』を制作、びわ湖放送を除く全民放テレビ各局で放送（びわ湖放送（独立局）は、同局の大株主である滋賀県の方針によりネットされなかった。）。
  - 2月3日：この年の「別府大分毎日マラソン」の中継放送にて、同マラソン初の全コース完全中継を行う。その際、光ケーブルの初使用を行う[109]。
  - 3月31日：この日の時代劇番組『江戸を斬るV』（第7話「御用金奪還!暁の追跡」）にて、同局ドラマ初のステレオ放送を行う（同番組のステレオ放送は、この回のみ）[109][110]。
  - 4月4日：米ニューヨークの独立テレビ局WOR-TVにて、米東部時間のこの日と翌日（5日）の2夜に於いて延べ8時間に渡り、TBSの番組特集『JAPAN TONIGHT!』（ジャパン・トゥナイト）が放送される[注 25][111]。
  - 10月4日：『JNN報道特集』放送開始[109]。
  - 10月5日：歌手山口百恵のファイナルコンサートを、日本武道館から生放送。案内役は『ザ・ベストテン』の司会者である久米宏が担当。
- 1981年（昭和56年）
  - 2月16日：子供向けワイドショー番組『夕やけロンちゃん』にて、同局初の2音声多重放送を開始する[注 26][112]。
  - 3月27日：横浜市緑区（現：青葉区）に緑山スタジオ・シティ完成[113]。
  - 7月14日：緊急警報放送実験局の予備免許を取得[113]。
  - 9月27日：第1回北京マラソンを、中国中央電視台との共同制作で衛星生中継[113]。
- 1982年（昭和57年）
  - 4月2日：同局初の2時間連続ドラマ枠『ザ・サスペンス』放送開始[113]。
  - 6月23日：この日開通した東北新幹線の大宮 - 盛岡間の全線を生中継[114]。
  - 10月8日：萩本欽一らによる公開バラエティ番組『欽ちゃんの週刊欽曜日』放送開始（1985年9月27日終了）[114]。
- 1983年（昭和58年）
  - 2月11日：連続ドラマ『金曜日の妻たちへ』放送開始。[114]
  - 2月15日：連続ドラマ『積木くずし』放送開始。[114]
  - 4月1日：福島テレビがJNNを脱退したため、同年12月4日のテレビユー福島開局まで放送対象地域外初の国内の支局である「TBS福島支局」を設置。
  - 4月7日：毎日放送制作のクイズ番組『世界まるごとHOWマッチ』放送開始（1990年4月5日終了）。[114]
  - 4月13日：クイズ番組『わくわく動物ランド』放送開始（1992年3月25日終了）。[114]
  - 5月27日：連続ドラマ『ふぞろいの林檎たち』放送開始[114]。
  - 6月21日：この日から1週間に渡り、小笠原からの衛星生中継をニュース・情報番組内にて行う[114]。
  - 8月21日：ベニグノ・アキノ・ジュニア元フィリピン上院議員に単独密着取材中、マニラ国際空港で暗殺された場面を映像スクープ。同月28日の『JNN報道特集』内でも取り上げる。（後の1986年2月に「エドゥサ革命」が起こる大きなきっかけの事件となった。）[114][115]
  - 10月24日: テレビ文字多重実験放送免許を取得[116]。
  - 11月18日：テレビ音声多重本放送免許を取得[116]。
- 1984年（昭和59年）
  - 10月1日：夕方のニュース番組『JNNニュースコープ』が、終了を19時20分のゴールデンタイム枠にまで拡大する[117]。これに伴い、今まで平日19時又は19時半台の番組が5つとなり、19時20分から40分番組となる[注 27][118]。
  - 11月22日：自社初のハイビジョン制作ソフトの試作品『一竹・辻が花』（制作：TBSプロジェクトチーム）の試写を実施[119]。翌12月には自社のスタジオで上映した[120]。
- 1985年（昭和60年）
  - 7月25日：東京タワーの2号送信機が、50kW規模の大電力送信機に於いては世界初の、全固体化テレビ送信機に更新（東芝製 全固体化TV-55CSJ型[注 28]）、同局5代目（東京タワー4代目）の送信機として稼働開始。これにより、1966年に導入された同タワーの前2号機（同局3代目）は廃用となる[121][122]。
  - 9月28日：お笑い歌謡公開バラエティ番組『8時だョ!全員集合』が放送終了[123]。
  - 10月6日：歌手の和田アキ子司会の日曜お昼の生バラエティ番組『アッコにおまかせ!』放送開始（2024年8月現在も継続中）。[123]
  - VTR機器の2インチ仕様から1インチ仕様への更新を完了[123]。
- 1986年（昭和61年）
  - 1月11日：『8時だョ!全員集合』の後番組として、同番組に出演していたザ・ドリフターズのメンバー加藤茶と志村けんメインによるコントバラエティ番組『加トちゃんケンちゃんごきげんテレビ』が放送開始（1992年3月28日終了）[124]。
  - 3月31日：アナログ・テレビの文字多重本放送免許取得（呼出符号：JOKR-TCM）[125]。
  - 4月1日
    - アナログ・テレビの文字多重放送の本放送を開始（毎日放送と同日）[125]。
    - 「JNN報道ライブラリー」運用開始[126]。

  - 4月19日：草野仁司会によるクイズ番組『日立 世界・ふしぎ発見!』放送開始（2024年3月30日終了）[126]。
  - 5月2日：ビートたけし冠司会による視聴者参加型ゲームバラエティ番組『痛快なりゆき番組 風雲!たけし城』放送開始（1989年4月14日終了）[126]。
  - 7月25日：明石家さんま主演の恋愛連続ドラマ「男女7人物語」の第1弾『男女7人夏物語』が放送開始（同年9月26日まで。1987年には第2作『男女7人秋物語』が制作・放送）[126]。
  - 10月12日：過去のテレビ番組やCMを振り返るバラエティ番組『テレビ探偵団』放送開始（1992年3月29日終了）[126][127]。
- 1987年（昭和62年）
  - 3月29日：『時事放談』が放送終了。30年弱の番組の歴史に幕を閉じる[128]。
  - 10月4日：日曜朝の情報ワイド番組『関口宏のサンデーモーニング』放送開始（その後『サンデーモーニング』と改められ、2024年4月7日からは司会が膳場貴子に交代し、2025年7月現在も継続中）[129]。
  - 10月5日：テレビ24時間放送開始[注 29][129][130]。
- 1988年（昭和63年）
  - 1月1日：「全日本実業団対抗駅伝競走大会」の開催がこの年から元日に行われる様になり、『ニューイヤー駅伝』の番組名としての実況放送を毎年元日に完全生中継する[129][131]。
  - 7月18日：CMバンク更新。日本の放送業界で初めてテレビ放送の送出媒体として、D-2方式によるソニー製デジタルVTRを使用した、全デジタル式CMバンク及び送出装置の運用を開始[132][133]。
  - 9月14日：テレビ・クリアビジョン（EDTV）の実験局の免許を取得[14]。
  - 9月20日: この日、昭和天皇の容態急変で、特別報道体制を敷く[132]。
- 1989年（昭和64年/平成元年）
  - 1月7日：この日午前6時33分に昭和天皇の崩御に伴い、（平成元年）1月9日未明までCM抜きの報道特別番組を編成[132]。
  - 2月11日：（10日深夜）深夜のバラエティ番組『平成名物TV』が放送開始。その第1部である、アマチュアバンドの勝ち抜きバンド合戦の音楽バラエティ番組『三宅裕司のいかすバンド天国』も同時開始（1990年12月29日終了）[132]。この番組が、バンドブームの大きな引き金となる[134]。
  - 7月8日：JNNが通信衛星を使った中継システム、「SNG（Satellite News Gathering）システム」の運用を開始[132]。
  - 8月24日：テレビ・クリアビジョン（EDTV）の本放送を、この日の「ザ・ベストテン」から開始[135][136]。
  - 10月1日：森本毅郎司会による情報娯楽番組『噂の!東京マガジン』が放送開始（2021年3月28日地上波での放送終了。2021年4月4日からBS-TBSに移行、28月現在も継続中）[137]。
  - 10月2日：平日23時からのニュースワイド番組『NEWS23』放送開始（当時の番組名は『筑紫哲也 NEWS23』。後に『NEWS23X』→『NEWS23』に改題し、2025年1月現在も放送中）[137]。
  - 10月5日：『ザ・ベストテン』がこの日放送された特番『さようならザ・ベストテン』をもって12年の歴史に幕。最終回は、歴代の司会者・登場歌手などが昔の映像を見返すという構成だった。
  - 10月10日：大型エンターテインメントバラエティ『ギミア・ぶれいく』が放送開始[137]。総合司会は大橋巨泉が務め、関口宏、石坂浩二、ビートたけしといった面々のユニークな企画で構成され、番組内で放送された藤子不二雄Ⓐ原作のアニメ『笑ゥせぇるすまん』も人気を集めた（1992年9月29日放送終了）[138]。

### 1990年代
- 1990年（平成2年）
  - 4月1日：1962年10月1日から続いた『JNNニュースコープ』（TBS系）がこの日に終了、27年半の歴史に幕。
  - 4月2日：『JNNニュースの森』が、『JNNニュースコープ』に替わって放送開始[137]。
  - 5月：テレビの視聴率が、開局以来の最下位を記録する[137]。
  - 9月13日：アメリカ・CBSテレビとの間でニュース報道における独占包括契約の締結を発表（翌年4月に施行）[139]。
  - 10月11日：連続テレビドラマ『渡る世間は鬼ばかり』放送開始[139]。
  - 12月2日：創立40周年事業として、宇宙特派員・秋山豊寛を乗せた宇宙船（ソユーズ）をソ連・カザフスタンのバイコヌール宇宙基地から打ち上げる（「TBS宇宙プロジェクト」）[139]。
- 1991年（平成3年）
  - 4月8日：北方4島から初の衛星生中継を行う[139]。
  - 4月13日：土曜ゴールデンタイムの報道ワイド番組『情熱ワイド! ブロードキャスター』放送開始（2008年9月20日終了）[139]。
  - 9月11日：同局の緑山スタジオ内に、過去のラジオ・テレビ番組を納めた「TBS番組センター」が火入れ式、稼働開始[140]。
  - 9月16日：CIを導入。一環として、平成初、新しいシンボルマーク「ミクロコスモスTBS」が決定。これに伴い、長年親しまれてきた業務用マーク（筆記体）を廃止[注 30]。また、「東京放送」と「TBS」の双方が使われていた対外向けの名称は、これを機に「TBS」を多用するようになる[140]。
  - 10月5日：年に2回の番組改編期特番「オールスター感謝祭」放送開始（以後、毎年春と秋の番組改編期に放送）[140]。
- 1992年（平成4年）
  - 10月12日：月 - 木の19時からの帯バラエティ番組ゾーン『ムーブ』が開始する（1993年10月に『ザッツ』に改称、1994年3月24日終了）[141]。『関口宏の東京フレンドパーク』放送開始（2011年3月28日終了）。
  - 11月8日：『東芝日曜劇場』、ハイビジョン制作によるドラマ「みなと未来・ヨコハマ」を放送（地上波放送はEDTVにダウンコンバートして放送）[141]。
  - 12月30日：『元旦まで感動生放送!史上最大39時間テレビ「ずっとあなたに見てほしい 年末年始は眠らない」』を放送[141]。
  - 12月：光海底ケーブルによる日米映像伝送実験を実施[141]。
- 1993年（平成5年）
  - 1月8日：連続テレビドラマ『高校教師』放送開始（同年3月19日終了）[141]。
  - 4月11日：『東芝日曜劇場』が、この日の放送から単発からシリーズに移行。シリーズ第1作は『丘の上の向日葵』[142]。

- 1994年（平成6年）

ローマン体ロゴ
（1994年1月17日から2020年3月31日まで使用）

  - 1月：新放送センター完成を前に、VI委員会が新しいステーションコピーとロゴの採用を決定。前年に路線転換されたCIの象徴であった「ミクロコスモス」によるシンボルマークは廃止された。新たなロゴはTBSビジョンデザイン部・小河原義一によるもので、同17日に実施された[142]。
  - 4月9日：料理バラエティ番組『チューボーですよ!』放送開始[142]。
  - 10月3日：現社屋「TBS放送センター」（愛称：ビッグハット）に移転。トータルデジタル化で放送を開始する[143]。旧テレビ局舎はすぐさま解体に入り、旧社屋は「赤坂メディアビル」に改称。この日は、朝5時25分から5時30分と10時30分から11時25分の2回に分けて関東向けに、21時からは全国ネットで約2時間、新社屋移転の特別番組がそれぞれ生放送された（朝5時25分からの特番では社長挨拶、10時30分からの特番では当時の報道・情報番組のキャスターが総出演し放送センター内の紹介、夜の特番では運用開始したA・Bスタジオからの生放送や、社屋移転で運用を終了したテレビ局舎・Gスタジオ内部の様子も放送された）。
- 1995年（平成7年）
  - 1月17日：この日早朝に発生した兵庫県南部地震（阪神・淡路大震災）で、当日午前6時50分（『ザ・フレッシュ!』）から、既存の報道・情報系番組はその枠内で、それ以外の時間帯は既存番組の枠大もしくは報道特番などの形を取りながら、1月19日未明までの間、地元局の毎日放送などと共に臨時特別編成を実施（なお毎日放送では当日午前8時30分から1月19日の放送終了まで、CMを全面カット。TBSや系列他局がCMを放送している時間帯を利用し毎日放送の放送エリアに向けて詳細な生活関連情報を伝え続けた。）[143]。
  - 2月6日：テレビ開局時に建設された赤坂局舎の鉄塔の解体工事を開始。翌月（3月）2日に完了する[143]。
  - 4月3日：TBSのインターネットのホームページが開設する[143]。
  - 7月8日 : スポーツバラエティ番組『筋肉番付』が放送開始(『体育王国』→『黄金筋肉』に改称後、2004年6月29日終了)。
  - 10月6日：ワイドクリアビジョン（EDTV-II）の放送開始[144]。
  - 10月9日：「坂本堤弁護士一家殺害事件」のビデオテープ問題（通称「TBSビデオ問題」）が浮上したことにより、社内で調査チームを発足する（詳細及びその後の経過については、「TBSビデオ問題」の項を参照）[144]。
- 1996年（平成8年）
  - 3月25日：前期のTBSビデオ問題にて、当時の磯崎洋三社長が「テープをオウム真理教の幹部に見せた」と謝罪、関係者の処分を発表（「TBSビデオ問題」の項も参照）。[144]
  - 4月6日：土曜日の4時間半の生放送情報番組『王様のブランチ』が放送開始[145]。
  - 4月14日：ユネスコ総会が採択した世界遺産を題材とする紀行・ドキュメンタリー番組『世界遺産』が放送開始[145]。
  - 4月30日：「TBSビデオ問題」における第三者委員会の結果がまとまったことにより、磯崎社長（当時）が出演し自ら謝罪した特別番組『視聴者の皆様へ』ならびに同問題を検証する特別番組『証言・坂本弁護士テープ問題から6年半』を同局でこの日19時から23時までの4時間、CM抜きで放送。翌日、同社長、杉本専務、大川取締役、及び4人の常務が、この問題の責任を取って辞任。砂原幸雄が社長に就任する[145]。
  - 5月17日：当時の日野市朗郵政大臣から、前述のTBSビデオ問題の不祥事に於いて、砂原社長に文書で厳重注意し、6点の行政指導が行われる[145]。
  - 5月20日：この日から同月24日深夜まで、前述のTBSビデオ問題の不祥事を受け、テレビの深夜放送を自粛する。更に同月31日には、お昼の生ワイドショー番組『スーパーワイド』の放送を終了する[145]。
  - 7月18日：東京タワーの1号送信機を更新（東芝製 全固体式 TV2443JBF型）、同局6代目（東京タワー5代目）の送信機として稼働開始。これにより、1973年に導入された同タワーの前1号機（同局4代目）は廃用となる[146]。
  - 9月27日：前述のTBSビデオ問題の不祥事を受け、『スーパーワイド』に続き、朝の生ワイドショー番組『モーニングEye』の放送もこの日に終了する。
  - 9月30日：『モーニングEye』の後釜として、女優の岡江久美子とタレントの薬丸裕英の司会による生活情報番組『はなまるマーケット』が放送開始（2014年3月28日終了）。[145]
  - 12月18日：特別番組『放送を考える、テレビも改革の時』を放送[145]。
  - 12月19日：「TBSビデオ問題」の不祥事を受け、再発防止策として、TBS改革推進本部を設置[145]。同月24日には、レビュー番組委員会を設置[145]、更に報道局が「報道倫理ガイドライン」を発行する（翌年12月には第2版を発行）[147]。
- 1997年（平成9年）
  - 1月25日：テレビ放送批評番組『TBSレビュー』放送開始[147]。
  - 4月1日：『報道特集』、番宣番組『倶楽部6』、ゲームアトラクションバラエティー番組『バリキン7 賢者の戦略』の各番組に、同局初のバーチャルセットを導入する。[147]
  - 6月27日：テレビデータ多重放送の本免許を取得（呼出符号：JOKR-TDM）[148]。
  - 7月1日：テレビデータ多重放送である「TBSデータパレード」サービス放送開始[148]。
  - 7月15日：緑山のM3スタジオが更新、同局初のハイビジョン対応を含むマルチ・フォーマット対応のスタジオとなる。[147][149]
  - 8月2日：（日本時間）ギリシャのアテネで開催された『第6回世界陸上選手権大会』の模様を独占中継（日本時間の同月12日まで）[147]。この大会より、『世界陸上』での独占中継を毎回行う。
  - 9月27日：スポーツバラエティ番組『SASUKE』放送開始。(当初は『筋肉番付』のスペシャル企画として放送後、2002年から独立番組となる)。
  - 10月1日
    - 「TBSデータパレード」本放送開始[148]。
    - デジタルSNGの使用を開始する[147]。
- 1998年（平成10年）
  - 1月22日：従来の磁気テープからハードディスクに記憶媒体を替えた（テープレス化した）、新しいCMバンクが火入れ式を行う[150]。翌月2月2日に運用開始[151]。
  - 4月1日
    - 沖縄県大東諸島向けの中継局を開設。本来沖縄県の系列は琉球放送であるが、沖縄本島より離れており、地上波の中継受信回線が整備されておらず受信不可であるため、小笠原諸島の中継局から通信衛星により分波して、TBSテレビの電波を受信する形で放送された。
    - CS『JNNニュースバード』放送開始（2006年4月『TBSニュースバード』に名称変更）[151]。

  - 6月3日：前年の緑山のM3スタジオに続き、放送センターCスタジオと緑山のM1、M2の両スタジオが、ハイビジョン対応を含むマルチ・フォーマット対応のスタジオとなる。[149][151]
  - 8月28日：前述のTBSビデオ問題の不祥事に対しての改善処置第10回（最終回）を、郵政省に報告する[151]。
  - 9月28日：平日午後のワイド生活情報生番組『ジャスト』が放送開始（2005年3月25日終了）[151]。
  - 11月19日：日本を訪問中のビル・クリントンアメリカ合衆国大統領が同局放送センターのスタジオで100人の市民とタウンミーティングを行い、この模様を『NEWS23スペシャル クリントン大統領があなたと直接対話』の特番で放送した[152][153]。
  - 12月30日：年末年始30時間放送特別番組『テレビのちから』放送（『第40回日本レコード大賞』内包）[152]。
- 1999年（平成11年）
  - 2月：ハイビジョン機材を搭載したゼロ中（中継車）が完成[149]。
  - 3月8日：放送センターDスタジオが、ハイビジョン対応を含むマルチ・フォーマット対応のスタジオとなる[149][152]。
  - 3月29日：女性キャスターによる平日早朝の情報報道ワイド生番組『エクスプレス』放送開始（2002年3月29日終了）[152]。
  - 4月13日：アイドルグループTOKIOのメンバーらが中心に進行するバラエティ&リアリティ番組『ガチンコ!』放送開始（2003年7月29日終了）[152]。
  - 10月1日：SNGのデジタル化が完成する[154]。

### 2000年代
- 2000年（平成12年）
  - 2月29日：20世紀末の初、TBSグループ、JNN、TBSネットワークの共通新シンボルマークとして、漢字の“人”をモチーフにした「ジ〜ン」（一般公募）を制定[154][155][156]。
  - 3月21日：東京放送は、テレビの娯楽番組制作を行う「株式会社TBSエンタテインメント（現：株式会社TBSテレビ）」、テレビのスポーツ番組制作を行う「株式会社TBSスポーツ（現：株式会社TBSテレビ）」、ラジオ現業部門を行う「株式会社TBSラジオ&コミュニケーションズ（現：株式会社TBSラジオ）」の3つの連結子会社を設立・分社化し、事業を分割[154]。
  - 3月23日：新小型SNG車「TBS-24」が完成[154]。
  - 4月1日：新しい前述のシンボルマーク「ジ〜ン」使用開始[154]。『JNNニュースの森』（当時）や『筑紫哲也 NEWS23』など全ての『JNNニュース』番組のサブタイトルや、MBSやCBCなど系列局制作も含めた全国ネット番組のクレジットタイトルなどで表示される[注 31]。また一部系列局でも、ローカルニュース番組のセットに使用されたことがある（後に廃止）。
  - 4月10日：平日お昼の大型ニュース・情報生番組『ベストタイム』放送開始（2004年3月26日終了）[154]。
  - 5月8日：放送センターのBスタジオがハイビジョン化される[149][154]。
  - 6月14日：同局初のハイビジョン専用スタジオとして、緑山のM5スタジオが完成する[149][154]。
  - 7月31日：放送センターにハイビジョンのEスタジオが、同年9月29日にはFスタジオが完成（2つのスタジオ共に、当初は同年12月1日開局のBSデジタル放送BS-i専用のスタジオとして稼働）[149][157]。
  - 10月25日：ECサイト「TBS i-shop」をオープン[158]。
  - 11月29日：ハイビジョンのSNG車「TBS-31」が運用開始[149][157]。
- 2001年（平成13年）
  - 3月22日：東京放送は、情報番組・情報生番組の制作を行う連結子会社「株式会社TBSライブ（現：株式会社TBSテレビ）」を設立・分社化し、事業を分割。翌月（4月）1日より業務開始[157]。
  - 10月1日：東京放送は中波放送局の免許（コールサイン：JOKR）を、株式会社TBSラジオ&コミュニケーションズに承継。これに伴い、テレビ局の呼出符号をJOKR-TVからJORX-TVに、呼出名称も「東京放送」から「TBSテレビジョン」に変更。また、コールサイン「JOKR-TV」は、総務省の取り決めにより分化扱いとなったため返上された。なお、TBSラジオのコールサイン「JOKR」は、従来通り維持。
  - 10月19日：情報・教養バラエティ番組「中居正広の金曜日のスマたちへ」放送開始。(2024年12月13日終了)
- 2002年（平成14年）
  - 7月1日：CS放送局「TBSチャンネル」放送開始。
  - 黒豚をモチーフとした局のマスコットキャラクター「BooBo（ブーブ）」（男）が登場する。
- 2003年（平成15年）
  - 12月1日11時：地上デジタルテレビジョン放送（呼出符号：JORX-DTV、リモコンキーID：6、物理チャンネル：22）の本放送開始。
  - 12月31日：『K-1 PREMIUM 2003 Dynamite!!』でのボブ・サップVS曙太郎戦時の視聴率が、裏番組『第54回NHK紅白歌合戦』（NHK総合テレビ）を4分間上回った。『NHK紅白歌合戦』開始時1分間の例外を除けば調査開始以来初めて瞬間視聴率で紅白を上回る格好となった。
- 2004年（平成16年）
  - キャッチフレーズに“チャンネル・ロック”を採用。地上デジタル放送のリモコンキーIDもアナログ放送の送信チャンネルと同様6chであることを受け、固定（lock）や音楽（rock）の意味を込めた。
  - 10月1日：東京放送はTBSエンタテインメントを存続会社として、TBSスポーツ、TBSライブのテレビ子会社3社を合併し、株式会社TBSテレビに商号変更。放送（送信）・経理以外のテレビジョン放送事業全般を1社に集約し、業務委託する。
- 2005年（平成17年）
  - 2月7日
    - 地上デジタルテレビジョン放送・アナログテレビジョン放送の送出を、簡易マスターから統合型マスター（NEC製アナログ・デジタル統合マスター）に移行。
    - 生番組の一部においてハイビジョン化を開始。
    - 地上デジタル放送での論理チャンネル番号「063」を廃止。

  - 3月：TBS平日ワイド大改編「TBSの変」実施。
  - 4月1日：開局50周年を迎える。
  - 11月1日：PCおよびSTB利用によるブロードバンドテレビ向けの動画オンデマンド配信サービス「TBS BooBo BOX」を開始。
- 2006年（平成18年）
  - 3月1日：生番組のほぼ全てがハイビジョン化される。
  - 4月1日
    - 地上デジタルテレビジョンワンセグの本放送を開始。
    - 自社のサービスエリアである関東区域内の報道取材が原則として全てハイビジョン化される（民放キー局では初）。
- 2007年（平成19年）3月下旬：生番組系で使用される字幕（テロップ）・CGシステムの更新を開始。4月22日をもって完全に新システムへ移行完了。
- 2008年（平成20年）9月1日：PCおよびSTB利用によるブロードバンドテレビ向けの動画オンデマンド配信サービス「TBS BooBo BOX」を「TBSオンデマンド」にリニューアル。
- 2009年（平成21年）
  - 2月3日：3月28日までの期間限定トライアルとして「TBSオンデマンド無料見逃しサービス」と題し、地上波ゴールデン・プライムタイムで放送の『ラブシャッフル』と『ザ・イロモネア』をPC向けに広告付きで無料配信。
  - 4月1日：東京放送は株式会社東京放送ホールディングスに商号変更して、認定放送持株会社に移行。同時にテレビ放送免許を含むテレビ放送事業を、株式会社TBSテレビに分割・承継。TBSテレビが一般放送事業者となり、同時に略称の「TBS」も継承した。
  - 11月29日放送の『プロボクシングWBC世界フライ級タイトルマッチ・内藤大助×亀田興毅』が視聴率43.1%を記録、これが年間視聴率1位となった（TBS番組の年間視聴率1位獲得は史上初）。

### 2010年代
- 2010年（平成22年）
  - 3月11日：放送衛星（BS）のセーフティーネットによる、地上デジタル放送難視聴対策のサイマル補完放送を5年間限定で開局。チャンネルはBS296。
  - 6月29日：2010 FIFAワールドカップ決勝トーナメント1回戦の日本代表VSパラグアイ代表を、TBSテレビとJNN系列局、系列局のない県のテレビ局の秋田放送、福井放送、四国放送（いずれもNNS・NNN系列。福井放送はANNとのクロスネット）、サガテレビ（FNS・FNN系列）で地上波独占放送し、関東地方での平均視聴率がTBSテレビ史上最高の57.3%を記録した（これをもって2年連続でTBS番組が年間視聴率1位を獲得した）。なお、同試合中継後に放送された『JNNニュース』（26:00 - 26:15、『NEWS23X』休止による代替）は61.2%を記録した。同試合よりも高い視聴率であったが、公式にはカウントされていない。
  - 7月5日：NHKと日本民間放送連盟の申し合わせにより、地上デジタルテレビジョン放送への完全移行を前提に、地上アナログテレビジョン放送においての全番組がレターボックス放送（画角サイズ16:9。CMは除く）に移行。
  - 7月30日：ホワイトスペース特区として実験試験局の免許取得（赤坂、31ch、出力10mW）。同年8月7日より実証実験を開始[159]。
- 2011年（平成23年）
  - 3月11日：この日発生した東北地方太平洋沖地震（東日本大震災）で、地震発生から3月14日未明までの間、CM抜きで長時間の報道特別番組を放送。
  - 6月30日：沖縄県大東諸島のデジタル放送中継局開局（同7月1日試験放送、7月23日正式開局）に伴い、アナログテレビ中継放送終了。デジタル放送移行後は本来の琉球放送の中継局が設置された。
  - 7月24日：この日正午をもって地上アナログテレビジョン放送を終了（『アッコにおまかせ!』放送中に終了）。アナログ放送ではブルーバックによるお知らせ画面を流し続け、23時58分ごろ、通常のジャンクション（局名告知）を放映した後、ブラックバックにマスコットキャラクターの「BooBo」が登場して「アナログ放送は終了します」「ありがとうございました」と一礼し、23時59分00秒に停波。地上デジタルテレビジョン放送に完全移行。
  - 10月22日：トークバラエティ番組「マツコの知らない世界」放送開始。
- 2012年（平成24年）6月4日：赤坂サカスを業務区域とするエリア放送の地上一般放送局の免許取得。
- 2013年（平成25年）
  - 3月25日：同局のマスコットキャラクター「BooBo（ブーブ）」の相棒として、ピンク色の豚の女の子「Boona（ブーナ）」が登場する[160]。
  - 5月31日午前9時：テレビの送信所を東京タワーから東京スカイツリーに移転（東京タワーの送信設備は予備送信所として存続）。
- 2014年（平成26年）
  - 7月22日：アニメ専門ECサイト「アニまるっ!」が「TBS i-shop」から独立オープン[161]。
  - 12月31日：TBSテレビ開局60周年記念特別番組スペシャル『CDTVスペシャル!年越しプレミアライブ 2014-2015』を生中継で放送。
- 2015年（平成27年）
  - 3月31日：この日正午をもって、難視聴地域向けのBSセーフティーネットによるサイマル放送終了。
  - 4月1日：開局60周年を迎える。地上デジタル放送の受信機表示アイコンを変更（「ジ〜ン」が消滅。青地に白抜き字のロゴ）[注 32]。
  - 9月28日：TBS系列全局にて地上波放送における編成上全ての番組をステレオ放送（一部はモノステレオ放送）に変更された[注 33]。
- 2016年（平成28年）：C Channel へ出資を行うとともに、スマートフォン向けオンライン動画事業において業務提携を進める[162]。
- 2017年（平成29年）
  - 10月2日：マスター（APC）・CMバンク・番組サーバ等更新（東芝インフラシステムズ製[注 34] ほか）[163]。
  - 12月4日：日本有線大賞がこの日の第50回を最後に廃止並びに特番放送を終了。
- 2019年（平成31年/令和元年）
  - 3月25日：『月曜名作劇場』が終了。これをもって、地上波の2時間ドラマ（レギュラー枠）が一時的に消滅[164]。
  - 6月29日：『新幹線変形ロボ シンカリオン』終了[注 35]。これをもって、子供向けアニメおよび全年齢層を対象としたファミリー・一般向けアニメの制作から撤退。

### 2020年代
- 2020年（令和2年）

現行のグループ共通ロゴ
（2020年4月1日から使用）

  - 4月1日：令和初、グループ共通のロゴマークへ変更[165]。同時にシンボルマークの「ジ〜ン」が廃止。
  - 10月1日：親会社の株式会社東京放送ホールディングスが株式会社TBSホールディングスに商号変更。
- 2021年（令和3年）4月1日：全番組の提供クレジットから黒い縁+白テロップ表記を撤廃（※一部企業を除く）し、各社提供・ネットセールス・ローカルセールスを含めてカラー表記に統一。系列局もカラー表記に統一させた。
- 2022年（令和4年）
  - 4月11日：動画配信アプリ「TVer」にて、地上波ゴールデン・プライムタイムに放送されているTBSテレビ系列番組のインターネット同時配信サービス「TBS系リアルタイム配信」を開始[166]。
  - 8月29日：この日から約1週間ほど、全ての番組の終了時にTBSのロゴムービーと同年夏に導入されたTBSホールディングスのグループ各社共同で使われる「ブランドサウンド」および「From TBS」というコールが入った5秒映像が挿入された（関東地方のみ、系列局では番宣スポット等に差し替え）。
- 2023年（令和5年）7月5日：「TBS GAMES」のブランド名でコンピュータゲーム事業への参入を発表[167]。
- 2024年（令和6年）
  - 3月30日：『日立 世界・ふしぎ発見!』放送終了。
  - 7月12日：TBSグループ共通のキャラクター「ワクティ」登場。放送内での出演・使用を開始[168]。

補足
TBSテレビジョン（東京放送）の新聞ラ・テ等番組表における表記は、ラジオ東京時代（1955年4月1日-1960年11月28日）は「KRテレビ」（←JOKR-TV）や「ラジオ東京テレビ」、東京放送に商号変更後の1960年11月29日から1961年11月30日までは「東京テレビ」（東京放送テレビ）としていたが、「TBS」に対外呼称を統一した1961年12月1日以降は「TBSテレビ」となっている。

## 開局当日の編成
- 10:30 - 開局式典実況（足立正ラジオ東京社長から開局メッセージ）
- 11:00 - 舞踊『二人三番叟（ふたりさんばそう）』
- 12:25 - 祝賀舞踊
- 13:00 - 映画①『ウッカリ夫人チャッカリ夫人』②シネマ案内（これで一旦放送休止）
- 19:00 - 東京テレニュース
- 19:20 - スポーツ・タイム（スポーツニュース）
- 19:30 - グランド・パレード[注 36]
- 21:00 - 座談『テレビよもやま話』
- 21:30 - 朝日テレビニュース
- 21:40 - お笑い三人衆（これで放送終了）

## 番組一覧
現在放送中の番組については、

既に終了した番組及び廃枠分については、

## 特色
1963年にはゴールデンタイムの年間視聴率で第1位となり、1981年までの19年間に亘ってトップを維持した。この19年連続年間視聴率1冠以上獲得の記録は在京キー局では現在も破られていない。この頃のTBSは『8時だョ!全員集合』『クイズダービー』『ザ・ベストテン』といった高視聴率番組を何本も制作し、『水戸黄門』は1年間クールの放送で常時30％以上の視聴率を記録していたこともあり「キー局の雄」や「民放の雄」などと称され、日本の民間放送界をリードする存在であった。1978年には民放史上初の年間視聴率三冠王（ゴールデン・プライム・全日でトップ）を達成している。また1970年代には『8時の空』という10分間の気象情報番組で、各地の天気カメラを繋ぐ「お天気カメラリレー」を開始させた。
1982年に年間視聴率三冠王を達成したフジテレビに民放トップの座を明け渡したが、その後も金・土曜の19・20時枠など曜日別・時間別や上期・下期の視聴率ではフジを抜いて民放トップになる事も多く、視聴率首位に躍り出たフジテレビと熾烈な首位争いを続けていた。
1990年には年間視聴率2位の座も日本テレビに奪われ、その勢いに陰りが見え始めた。その後は首位争いに絡む事もなくなり、日本テレビの躍進と、1989年に起きた坂本弁護士一家殺害事件の発端となったとされる「TBSビデオ問題」の発覚が決定打となり、年間視聴率3位に転落する。更に『総力報道!THE NEWS』を放送していた2009年度は多くの番組が低迷するなど、危機的状況に陥る。2010年代では「冬の時代」と言われており、年間視聴率が万年4位だったテレビ朝日をも下回るばかりかNHK総合やテレビ東京をも下回ることも多い。このため起死回生の実施と後述の大型改編を1980年代後半から他局と比して頻繁に行っているが、それが裏目に出るなど、さらなる低迷を促す悪循環に陥る事態になった。そしてこれら長年の経営戦略ミスが続いた結果、2012年にはついに単体売上高までテレビ朝日に抜かれた。これにより年間・年度視聴率・売上高共に民放キー局4位に転落となったが、それでも長年に亘ってTBSが視聴率で敗北することが多かったフジテレビは2011年以降を境に視聴率の低迷が始まったこともあり、TBSが視聴率でフジテレビに勝利する日が増えていった。しかし、近年はTBSが視聴率でテレビ東京にも敗北する日が増加傾向にある。2020年以降は視聴率調査のリニューアルを受け、13〜59歳を“ファミリーコア”に設定した大規模な改編を実施する例が増えている。
そして、2015年の年間視聴率ではゴールデン・プライムの2部門で日本テレビ、テレビ朝日に次ぐ単独3位となり、1981年以来34年ぶりに年間視聴率でフジテレビを上回り、2016年上期時点でのゴールデンタイムにおける視聴率ではテレビ朝日との2位争奪戦を争っていて、遂に2017年上半期の視聴率ではプライムタイムで2位を奪取し、テレビ朝日をも逆転。2017年4月から9月末までの平均視聴率では、ゴールデン・プライムタイムで民放単独2位に躍り出た。
また、2015年夏には1997年8月8日にフジテレビ が東証1部に上場して以来初めてTBS が企業価値評価の指標である株式時価総額でフジテレビを逆転し、以降は株式時価総額で日本テレビ に次ぐ民放2位の座を常時キープしている。
かつては報道番組（『JNN報道特集』や『中村敦夫の地球発22時』等）やテレビドラマが高い人気を誇り、「報道のTBS」や「ドラマのTBS」という異名で知られていた。現在でも報道番組やテレビドラマの制作を得意としているが、近年では『リンカーン』、『爆笑問題のバク天!』、『水曜日のダウンタウン』『ラヴィット!』や『キングオブコント』などに見られるお笑い系バラエティ番組に本腰を入れているためか「笑いのTBS」の異名を取ることも少なくない。
1985年に日本制作の番組としては初めて海外にライセンス輸出されたとしている『わくわく動物ランド』（韓国・KBSなど8か国）を筆頭に自社制作番組の番組フォーマット販売も積極的に行っており、『おもしろビデオ』（アメリカ・ABCやイギリス・ITV）や『痛快なりゆき番組 風雲!たけし城』（タイ・チャンネル7など6か国）などのライセンス権利が日本国外に輸出、世界各国で現地版が制作され放映された。中には『SASUKE』（アメリカ・NBCなど20か国以上）のように海外において社会現象に発展、後にオリンピックの競技種目に採用された番組もある。
労働組合の力が強いことで知られ、労使交渉がまとまらなければ番組を担当するアナウンサーもストライキに入ることがある。2009年3月13日には、『ピンポン!』『2時っチャオ!』『イブニング・ファイブ』など各番組の担当アナウンサー（メイン司会も含む）が視聴者に説明もないまま欠席したため、担当番組を管理職のアナウンサーや外部のフリーアナウンサーが代行出演し穴埋めをした。この他にも赤坂本社内のスタジオ（報道用のNスタとTBSニュースバード（現：TBS NEWS）用のBSスタは除く）については、労組との深夜労働に関する取り決めの関係から、事前に延長使用届を提出していない場合は24時（午前0時）に強制的に照明の電源が落とされる措置がとられている。
2003年からの新卒・中途採用は全て東京放送HDの放送事業会社であるTBSテレビで行っており、2005年度以降の入社組は2004年度以前の入社組（東京放送入社組）とは全く異なる給与体系 であった。その後、東京放送入社組も大半がTBSテレビへ転籍し、2016年度から東京放送HDとTBSテレビの給与体系は完全に統一された。
文字多重放送による字幕放送対応のバラエティ・情報番組が1990年代から、深夜番組でも2000年代後半から当局でも数多く放送されているが、2009年頃から制作費削減のため、字幕放送を行っているレギュラー番組（ドラマ除く）では週によって行う場合と行わない場合がある。ただし、深夜に字幕放送対応している番組に関しては毎週行っており、バラエティ番組では生放送リアルタイム字幕放送を行う場合もある。
2022年現在、全国ネットのみならず、関東ローカルや系列局・BS-TBS制作を含めて一社提供番組が併せて10本以上存在しており、特に土曜や日曜の30分番組に集中している。その中には日立グループ提供の『日立 世界・ふしぎ発見!』のように長寿番組化されているものもある。
芸能事務所ではテレビ朝日同様、ホリプロが古くから番組制作に関わっており、テレビドラマ『赤いシリーズ』をはじめ、同プロダクションが制作および制作協力したドラマやバラエティ番組が多い（ホリプロの制作番組一覧も参照）。また、関口宏および関口が代表を務める三桂とも関わりが深く、長らく月曜19時台に関口宏の冠番組を編成していたほか、関口および所属タレントが出演していた『サンデーモーニング』を制作・放送している。

## 視聴率
1955年5月から1963年1月までの各年最高世帯視聴率（全て東京地区・電通調べ）
| 年度 | 番組名                            | 視聴率 |
| ---- | --------------------------------- | ------ |
| 1956 | 日真名氏飛び出す                  | 64.4%  |
| 1957 | スーパーマン                      | 73.0%  |
| 1958 | スーパーマン                      | 74.2%  |
| 1959 | タケダアワー 月光仮面             | 60.7%  |
| 1960 | ダイハツコメディ やりくりアパート | 49.3%  |
| 1962 | ベン・ケーシー                    | 50.0%  |
| 1963 | ベン・ケーシー                    | 43.4%  |

1962年12月3日から2024年12月31日までの各年最高世帯視聴率（全て関東地区・ビデオリサーチ調べ）
| 年度 | 番組名                                                                                    | 放送日時                                               | 視聴率            |
| ---- | ----------------------------------------------------------------------------------------- | ------------------------------------------------------ | ----------------- |
| 1962 | ベン・ケーシー                                                                            | 12月28日（金）21:30 - 22:30                            | 47.8%             |
| 1963 | ベン・ケーシー                                                                            | 1月11日（金）21:30 - 22:30                             | 50.6%             |
| 1964 | 世界Jウェルター級タイトルマッチ エディ・パーキンス×高橋美徳                               | 1月4日（土）20:00 - 21:11                              | 47.9%             |
| 1965 | てなもんや三度笠                                                                          | 11月21日（日）18:00 - 18:30                            | 41.6%             |
| 1966 | てなもんや三度笠                                                                          | 2月27日（日）18:00 - 18:30                             | 43.9%             |
| 1967 | 世界Jライト級タイトルマッチ フラッシュ・エロルデ×沼田義明                                 | 6月15日（木）21:00 - 22:15                             | 48.5%             |
| 1968 | 世界Jウェルター級タイトルマッチ 藤猛×ニコリノ・ローチェ                                   | 12月12日（木）21:00 - 22:15                            | 47.3%             |
| 1969 | ザ・ガードマン                                                                            | 1月17日（金）21:30 - 22:30                             | 37.4%             |
| 1970 | 8時だョ!全員集合                                                                          | 12月26日（土）20:00 - 20:56                            | 45.7%             |
| 1971 | 8時だョ!全員集合                                                                          | 1月23日（土）20:00 - 20:56 1月30日（土）20:00 - 20:56  | 50.4%             |
| 1972 | ありがとう（第2シリーズ）                                                                 | 12月21日（木）20:00 - 20:55                            | 56.3%             |
| 1973 | ありがとう（第2シリーズ） 最終回                                                          | 1月18日（木）20:00 - 20:55                             | 55.2%             |
| 1974 | 1974年度輝く日本レコード大賞                                                              | 12月31日（火）19:00 - 20:55                            | 45.7%             |
| 1975 | 1975年度輝く日本レコード大賞                                                              | 12月31日（水）19:00 - 20:55                            | 43.0%             |
| 1976 | 1976年度輝く日本レコード大賞                                                              | 12月31日（金）19:00 - 20:55                            | 41.9%             |
| 1977 | 第19回輝く日本レコード大賞                                                                | 12月31日（土）19:00 - 20:55                            | 50.8%             |
| 1978 | WBA世界Jフライ級タイトルマッチ 具志堅用高×ハイメ・リオス                                  | 5月7日（日）19:30 - 20:55                              | 43.2%             |
| 1979 | ナショナル劇場 水戸黄門（第9部） 最終回                                                   | 2月5日（月）20:00 - 20:55                              | 43.7%             |
| 1980 | ナショナル劇場 水戸黄門（第10部）                                                         | 1月21日（月）20:00 - 20:55                             | 42.4%             |
| 1981 | 8時だョ!全員集合                                                                          | 2月21日（土）20:00 - 20:55                             | 47.6%             |
| 1982 | 8時だョ!全員集合                                                                          | 1月30日（土）20:00 - 20:55                             | 37.1%             |
| 1983 | 積木くずし 〜親と子の200日戦争〜 最終回                                                   | 3月29日（火）20:00 - 20:54                             | 45.3%             |
| 1984 | クイズダービー                                                                            | 1月28日（土）19:30 - 20:00                             | 36.0%             |
| 1985 | 8時だョ!全員集合 最終回                                                                   | 9月28日（土）20:00 - 20:54                             | 34.0%             |
| 1986 | 男女7人夏物語 最終回                                                                      | 9月26日（金）21:00 - 21:54                             | 31.7%             |
| 1987 | 男女7人秋物語 最終回                                                                      | 12月18日（金）21:00 - 21:54                            | 36.6%             |
| 1988 | クイズダービー                                                                            | 10月22日（土）19:30 - 20:00                            | 33.6%             |
| 1989 | ナショナル劇場 水戸黄門（第18部）最終回                                                   | 5月1日（月）20:00 - 20:54                              | 34.1%             |
| 1990 | ナショナル劇場 水戸黄門（第19部）                                                         | 2月5日（月）20:00 - 20:54                              | 32.1%             |
| 1991 | ナショナル劇場 水戸黄門（第20部）                                                         | 6月24日（月）20:00 - 20:54                             | 27.3%             |
| 1992 | 金曜ドラマ ずっとあなたが好きだった 最終回                                                | 9月25日（金）22:00 - 22:54                             | 34.1%             |
| 1993 | 金曜ドラマ 誰にも言えない 最終回                                                          | 9月24日（金）22:00 - 22:54                             | 33.7%             |
| 1994 | WBC世界バンタム級統一王座決定戦 薬師寺保栄×辰吉丈一郎                                     | 12月4日（日）19:30 - 20:54                             | 39.4%             |
| 1995 | スペースJ                                                                                 | 5月3日（水）21:00 - 22:25                              | 32.6%             |
| 1996 | '96アトランタオリンピック（女子マラソン）                                                 | 7月28日（日）19:30 - 22:54                             | 36.6%             |
| 1997 | 橋田壽賀子ドラマスペシャル 渡る世間は鬼ばかり（第3シリーズ）                              | 3月27日（木）21:00 - 22:54                             | 34.2%             |
| 1998 | さんまのSUPERからくりTV                                                                   | 2月1日（日）19:00 - 20:00                              | 27.0%             |
| 1999 | 木曜ドラマ 魔女の条件 最終回                                                              | 6月17日（木）22:00 - 22:54                             | 29.5%             |
| 2000 | 東芝日曜劇場 Beautiful Life 〜ふたりでいた日々〜 最終回                                   | 3月26日（日）21:03 - 22:24                             | 41.3%             |
| 2001 | ファイトTV24・やればできるさ! WBA世界ライト級タイトルマッチ 畑山隆則×ジュリアン・ロルシー | 7月1日（日）19:10 - 20:25                              | 27.9%             |
| 2002 | 2002FIFA World Cup TM アルゼンチン×イングランド                                           | 6月7日（金）20:10 - 22:25                              | 41.6%             |
| 2003 | 日曜劇場 GOOD LUCK!! 最終回                                                               | 3月23日（日）21:03 - 22:09                             | 37.6%             |
| 2004 | 日曜劇場 砂の器                                                                           | 1月18日（日）21:00 - 22:09                             | 26.3%             |
| 2005 | 金曜ドラマ 花より男子 最終回                                                              | 12月26日（金）22:00 - 22:54                            | 22.4%             |
| 2006 | WBA世界ライトフライ級タイトルマッチ 亀田興毅×ファン・ランダエタ                           | 8月2日（水）20:25 - 21:49                              | 42.4%             |
| 2007 | 日曜劇場 TBS開局55周年記念ドラマ 華麗なる一族 最終回                                      | 3月18日（日）21:00 - 22:24                             | 30.4%             |
| 2008 | プロボクシング WBA世界フライ級タイトルマッチ 内藤大助×ポンサクレック・ウォンジョンカム    | 3月8日（土）19:43 - 20:54                              | 26.3%             |
| 2009 | プロボクシング WBA世界フライ級タイトルマッチ 内藤大助×亀田興毅                            | 11月29日（日）20:15 - 21:25                            | 43.1%             |
| 2010 | 2010FIFAワールドカップTM 日本×パラグアイ （「JNNニュース」枠） （「全種類。」枠）         | 6月29日（火）22:40 - 25:10 25:10 - 25:25 25:25 - 25:55 | 57.3% 61.2% 53.9% |
| 2011 | 日曜劇場 JIN-仁-（完結編） 最終回                                                         | 6月26日（日）21:00 - 22:48                             | 26.1%             |
| 2012 | ロンドンオリンピック サッカー男子 準決勝 日本×メキシコ                                    | 8月7日（火）24:25 - 27:00                              | 22.7%             |
| 2013 | 日曜劇場 半沢直樹（2013） 最終回                                                          | 9月22日（日）21:00 -22:19                              | 42.2%             |
| 2014 | ソチ五輪 スノーボード男子 スロープスタイル決勝                                            | 2月8日（土）17:30 - 19:00                              | 19.8%             |
| 2015 | 世界野球プレミア12 準決勝 日本×韓国                                                       | 11月19日（木）19:01 - 22:56                            | 25.2%             |
| 2016 | 中居正広の金曜日のスマイルたちへ                                                          | 5月13日（金）20:57 - 22:00                             | 24.0%             |
| 2017 | 2017 ワールド・ベースボール・クラシック 日本×キューバ                                     | 3月14日（火）19:42 - 22:50                             | 27.4%             |
| 2018 | 平昌オリンピック（スピードスケート女子）                                                  | 2月18日（日）20:00 - 22:00                             | 21.4%             |
| 2019 | サンデーモーニング                                                                        | 1月27日（日）8:00 - 9:54                               | 16.7%             |
| 2020 | 日曜劇場 半沢直樹（2020） 最終回                                                          | 9月27日（日）21:00 - 22:09                             | 32.7%             |
| 2021 | 日曜劇場 ドラゴン桜（2021） 最終回                                                        | 6月27日（日）21:00 - 22:09                             | 20.4%             |
| 2022 | 日曜劇場 DCU                                                                              | 1月16日（日）21:00 - 22:19                             | 16.8%             |
| 2023 | WBC2023 第2戦 日本×韓国                                                                   | 3月10日（金）19:37 - 23:20                             | 44.4%             |
| 2024 | 世界野球プレミア12 日本×台湾                                                              | 11月23日（土）19:08 - 22:30                            | 14.8%             |

## 制作番組

### 報道・情報番組
報道は開局当初から積極的に力を入れてきた分野であり、現在に至るまでTBSテレビの看板的存在となっている。現在、『Nスタ』、『News23』、『報道特集』、『サンデーモーニング』などのニュース番組を報道局が制作し、『THE TIME,』、『ひるおび』、『情報7DAYS ニュースキャスター』などの情報番組を情報制作局が制作している。
一方で、ゴールデンタイムやプライムタイムでは、過去に『JNNニュース22プライムタイム』や『総力報道!THE NEWS』などの大型報道番組を投入し、大規模な番組改編を行ったが、視聴率低迷の影響でわずか1年で終了している。

### スポーツ
2002年から2011年まで、親会社の東京放送ホールディングス（現・TBSホールディングス）がプロ野球・横浜ベイスターズの運営母体を務め、同局ではベイスターズの試合を中継する傍ら、関連番組も制作していた。2012年以降、球団はDeNAに譲渡されたが、引き続きTBSホールディングスの資本が残るため、テレビ中継に必要な放送権は維持されている。

2000年代後半以降の地上波全国ネット中継は、ゴールデンタイムのレギュラー番組および後述する他競技の国際大会中継を優先する編成方針から、ナイターは日本シリーズ・侍ジャパン戦、デーゲームはDeNA・中日（CBCテレビ制作）・阪神（毎日放送制作）・広島（中国放送・TBSテレビ共同制作）対巨人戦に限られている。
2007年まで、CSでの中継は、当時フジテレビ系でTBSも出資していたJ SPORTSで行われていたが、2008年以降はTBSテレビ直営のTBSニュースバードでの全試合完全生中継に移行、2014年以降はTBSチャンネル2がメインとなった。
また、野球関連では2006年より4年に1度開かれているワールド・ベースボール・クラシックをテレビ朝日（2006年は日本テレビも）と分け合う形で中継している。
古くから格闘技中継に積極的である。ボクシングでは、1960年代に極東ボクシングクラブとの提携で『東洋チャンピオンスカウト』を放送。1978年に協栄ボクシングジム主催の元『ガッツファイティング』と題した中継枠を設け、以降、具志堅用高や鬼塚勝也、佐藤修、坂田健史など同ジムに所属するボクサーの世界タイトル戦やその前哨戦を中継している。また、2000年頃から浪速のボクシング兄弟として地元で話題になっていた「亀田三兄弟」に密着取材するようになり、彼らがプロデビューして間もない2004年より2013年までTBSが独占的に試合の模様を中継していた。現在ボクシング中継の中心に据えているのは、日本人選手最速となるプロ18戦目での3階級制覇、日本人男子初の4階級制覇を達成した井岡一翔である。また、2012年以降はそれまでの格闘技に代わり、大晦日に行われる世界タイトルマッチを生中継している。
その他の格闘技では、1960年代後半にキックボクシングのテレビ放映にいち早く乗り出し、ブームに大きく貢献。1968年から1974年まで国際プロレス（『TWWAプロレス中継』）の中継を実施し、1990年代前半には、高田延彦が創設したプロレス団体・UWFインターナショナルの試合の模様を中継していた。2001年の大晦日、立ち技格闘技『K-1』や総合格闘技『PRIDE』などで活躍する選手が一堂に会した格闘技イベント『INOKI BOM-BA-YE』を放映、『NHK紅白歌合戦』の裏で15%以上の視聴率を獲得し健闘した。2002年からはK-1の中軽量級部門『K-1 WORLD MAX』も放映。2003年には『K-1 PREMIUM 2003 Dynamite!!』の瞬間最高視聴率が43.0%を記録、民放の裏番組として初めて紅白歌合戦の視聴率を超える快挙を達成 したが、格闘技ブームの終焉に伴い、2011年を最後にこれらの格闘技中継から撤退している。
1997年からは世界陸上競技選手権大会（世界陸上）の国内独占放送権を獲得しており、同年のアテネ大会以降の大会を全て放送している。またTBSテレビは世界陸上の主催団体であるワールドアスレティックス（WA）のオフィシャルスポンサーも務めている他、日本で毎年開催されるゴールデングランプリ陸上も放送している。国内の陸上競技大会では毎年11月の全日本実業団対抗女子駅伝大会（クイーンズ駅伝 in 宮城）及び1月の全日本実業団対抗駅伝大会（ニューイヤー駅伝）を中継している。
Jリーグ中継（日本プロサッカーリーグ）は1993年のJリーグ元年から主に横浜マリノス→横浜F・マリノスの主催試合を『J-LEAGUE WIDE』として中継していたが、2002年以後放映権を取得し、地上波では主に関東地区をホームタウンとするクラブの主催試合を不定期で、BSのBS-TBS（開局当初の名称はBS-i）とCSのTBSチャンネルでは毎週生中継をしていたが、スカパー!e2のBS放送強化などによる移行・特化を理由にBS-TBSでの定期放送は2011年で終了。2012年からはスカパー!（2017年以降はDAZN）からサブライセンスを受ける形で、TBSチャンネルと一部地上波のみの中継になった。
1990年よりバレーボール世界選手権の国内独占放映権を獲得し、日本開催時（1998年男女・2006年男女・2010年女子・2018年女子）にはホスト局として国際映像制作に当たっている。また、2006年には日本で開催されたバスケットボール世界選手権の地上波独占中継を実施した。
国内の民放局で唯一、アジア太平洋放送連合（ABU）に正会員として加盟しているため、NHKとともにアジア競技大会を中継している。
1986年まではフォーミュラ1の中継も行っていた（1976年F1世界選手権イン・ジャパン・1977年日本グランプリも中継したが、当時の放送形態はフジテレビのような完全中継ではなく月1回のダイジェスト版だった。なお、1976年F1世界選手権イン・ジャパンは毎日新聞社を通じてTBSとは兄弟関係にあるスポーツニッポン新聞社の主催だった）。

### バラエティ・音楽番組
1959年、旅番組の草分けとなる『兼高かおる世界の旅』がスタートした（1990年終了）。また、1968年には戦前から存在していた落語興行『落語研究会』を復活。現在も月一回ペースでテレビ放送しており、興行・放送ともホール落語の中では高い人気を誇っている。
大掛かりなセットを組んでコントやゲーム番組を行うことに強みを持っており、古くは『8時だョ!全員集合』や『加トちゃんケンちゃんごきげんテレビ』、『痛快なりゆき番組 風雲!たけし城』、『関口宏の東京フレンドパークII』などがある。特に1990年代以降は『筋肉番付シリーズ』が人気を博し、そこから派生した『SASUKE』は『Ninja Warrior』（ニンジャ ウォーリアー）のタイトルで世界各国で放映され、高い人気を得ている。2000年代後半以降は『あらびき団』に代表される一風変わった作風の番組も制作しており、特に2010年代後半からは『マツコの知らない世界』『水曜日のダウンタウン』『クレイジージャーニー』など独自路線を貫き、評価を得ている番組も多い。2021年からは『ラヴィット!』をスタートさせ、平日朝8・9時台にバラエティ番組を編成する独自路線が功を奏し、人気を博している。
音楽番組においても『ロッテ 歌のアルバム』、『ザ・ベストテン』、『うたばん』などヒット番組を生んでいる。また、1959年から始まった日本レコード大賞を開始当初から放送しており（番組としては『輝く!日本レコード大賞』、生放送になったのは1969年以降）、この成功に刺激を受ける形で他局が同様の歌謡賞（日本歌謡大賞など）を設けるなどの影響を与えたが、1990年代以降は影響力が大幅に減少している。また、1975年からは日本有線大賞の中継も終了した2017年まで独占放送していた。2000年代以降は『ベストテン』『レコ大』などの映像資産を活用した懐メロ番組が放送されるようになり、『火曜曲!』を最後にゴールデンタイムから音楽番組は無くなっていたが、2020年より『CDTVライブ!ライブ!』が放送開始し、若者を中心に人気を博している。

### ドラマ
テレビドラマは内外からの評価が高く、テレビ関係の賞も多く受賞している。テレビ黎明期の1958年に制作された単発ドラマ『私は貝になりたい』の大ヒットで、ドラマ分野は報道番組と並んでTBSの看板となり、「ドラマのTBS」と称されている。1960年代から1970年代にかけては『肝っ玉かあさん』、『ありがとう』、『時間ですよ』、『寺内貫太郎一家』などのホームドラマが人気を博した。1960年代終盤から10年近く、木下恵介監督と組み「木下恵介アワー」など多くの話題作を制作。各方面で高く評価される。1979年には武田鉄矢主演の『3年B組金八先生』が放送を開始、2011年まで断続的に制作される人気シリーズとなった。
また時代劇では松下電器と組み、『ナショナル劇場』→『パナソニック ドラマシアター』枠で『水戸黄門』『大岡越前』『江戸を斬る』といった長期シリーズを放送していたが、2011年12月の『水戸黄門 第43部』を最後に終了した。
1956年に放送開始したテレビドラマ枠「日曜劇場」は、60年以上の歴史を持つドラマ枠で、当初は基幹5局 の持ち回り制作による一話完結のドラマ枠として放映していた。1993年4月よりTBS単独制作・連続ドラマの放送枠となり、以降は木村拓哉主演作品（『ビューティフルライフ』、『GOOD LUCK!!』など）や池井戸潤原作作品（『半沢直樹』、『下町ロケット』など）を中心に高視聴率や話題となった作品も多い。
1972年に放送開始した「金曜ドラマ」も45年の歴史を持つドラマ枠で野島伸司脚本作品（『高校教師』、『聖者の行進』など）、一大ブームを巻き起こした『ずっとあなたが好きだった』や『花より男子』を中心に高視聴率や話題となった作品も多い。
開局当初から大映テレビ制作作品を断続的に放送しており、『東京警備指令 ザ・ガードマン』、山口百恵主演の『赤いシリーズ』、『スクール☆ウォーズ』、『テセウスの船』など高視聴率や話題となった作品も数多い。
1986年に制作された『男女7人夏物語』は、1980年代末期から1990年代初頭にかけて大ブームとなった「トレンディドラマ」の根幹を築いた作品となり、この手法は同年代のフジテレビのドラマ制作にも生かされるきっかけとなった。
2010年代後半以降は「火曜ドラマ」が若い女性視聴者からの支持を受け、『逃げるは恥だが役に立つ』や『義母と娘のブルース』といった人気作を多数生み出している。
民放では比較的早い1990年代後期からハイビジョン撮影を行なっており、当時の一部作品はハイビジョン実用化試験放送でも放送された。
2020年代に入ってからは、国内では先駆けて、TBSで制作・放送したドラマをNetflixやDisney+などの外資系配信サービスに配信を始め、積極的に世界進出を狙っている。2022年には、ハリウッドなどで製作活動を行っているイスラエルのメディア会社・ケシェット・インターナショナルと、カナダを中心にコンテンツ製作を行っているファセット4メディアとTBSテレビの共同制作で『DCU』を制作。2023年には、日本のドラマでは破格とも言われる予算とスケールで『VIVANT』が制作され、大きな話題を呼ぶ。また同年にはNetflixとの共同制作で『離婚しようよ』が制作された。

### アニメ
1962年に『おとぎマンガカレンダー』より、連続テレビアニメーション作品に参入し、1960年代後半は『オバケのQ太郎』、『パーマン』、『怪物くん』など藤子不二雄原作の作品が多く放送されていた。
1992年9月にゴールデンタイムで放映されていた『DRAGON QUEST -ダイの大冒険-』が終了。MBS制作分の『まんが日本昔ばなし』を除き、在京キー局でいち早くゴールデンタイムからアニメ枠を撤退させた。2003年4月に、火曜19時枠に『探偵学園Q』の放送を開始し、『〜ダイの大冒険』終了から10年7か月ぶりにゴールデンタイムにアニメ枠を復活させたが、わずか半年で土曜夕方ローカルセールス枠に異動となっている。
2016年4月、土曜朝7時枠において『探偵学園Q』全国ネット終了から12年7か月ぶりにTBS自社製作全国ネットの全日枠アニメが復活。翌2017年3月まで子供向けアニメ『カミワザ・ワンダ』を約1年放送した。2017年4月改編より土曜朝6時30分枠をMBS製作枠（日曜17時枠からアニメ枠としては移転）とし、両局の共同アニメ枠『アニメサタデー630』を立ち上げていたが、2019年6月をもって廃枠。これに伴い民放では初となる全日帯30分枠のアニメを放送しない系列となり、同時に小学校低学年及び未就学児をメインターゲットとした番組（特撮・バラエティ・教養番組を含む）の制作からも撤退した。
その後、2022年1月29日に準キー局の毎日放送が2017年3月まで放送されていた日曜17時台前半のアニメ枠（通称：日5）を10月より再開する事を発表。これに先立ち、同年4月より2020年10月から2021年3月まで後述の『スーパーアニメイズム』にて放送されていた『呪術廻戦』のテレビアニメ第1期を同枠にて再放送する事が同作品の公式Twitterで発表され、現在は「夜桜さんちの大作戦」を放送している。これにより、前述の「アニメサタデー630」終了以来2年9か月ぶりに、同局系列における全日帯30分アニメ枠が復活。2023年10月からはTBSテレビ製作の全国ネットアニメ枠を日5の直前の日曜16時台後半枠に設置することにより、TBSテレビも4年3か月ぶりに全日帯の全国ネットアニメの制作に復帰し、（第1作は『七つの大罪 黙示録の四騎士』）2024年1月からは木曜23時56分のMBS製作のアニメ枠がTBSテレビ製作に移行され（移行後の第1作は『勇気爆発バーンブレイバーン』）、TBSテレビ製作による全国ネットのアニメ枠は2枠となる。
CBCテレビ（分社化前の中部日本放送）制作のアニメは、2011年の『ラストエグザイル-銀翼のファム-』を最後に放送されていなかったが、2024年4月改編で日曜2330枠の『アガルアニメ』枠（転生貴族、鑑定スキルで成り上がる）で復活した。
1990年代半ばから2000年代前半にかけて、TBSと系列局（MBS・CBC）の共同制作の作品も数本存在した。
2023年夏の組織改編で「アニメ事業部」が新設され（在京キー局ではテレビ東京・日本テレビに次ぐ）、アニメへの投資を本格化させる方針が示されているほか、長らくアニメ事業に取り組んできたMBSとの連携を強化する方針も示している。
深夜アニメ
2000年代に入り深夜アニメの製作・放送を開始。2004年10月期以降、TBSでは自社制作深夜アニメは基本的に金曜未明（木曜深夜）2枠体制となっているが、水曜未明（火曜深夜）にも臨時的に枠を設ける場合がある（JNN全28局ネットだった『けいおん!!』など））。
稀に自社出資ながら関東地区などではUHFアニメも手掛けており、2009年10月よりTBS系列東名阪ネットで再放送された『魔法少女リリカルなのはA's』は、「元はUHFアニメとして放送された作品をキー局で再放送する」という異例の形（史上初）で放送された。その後にも2017年10月より『中二病でも恋がしたい！』シリーズ2作品が同様のパターンで再放送されている。
イベント関連
深夜アニメの製作に積極的になる2001年夏より自社製作作品の宣伝を兼ねたイベントとして「TBSアニメフェスタ」を2015年まで毎年開催していた。そのほかコミックマーケットにもTBS（アニメ）ブースを出展、更にアニメ専門ECサイト『アニまるっ!』を開設している。

### 特撮
TBSが制作していた特撮番組としては、円谷プロダクション制作の「ウルトラシリーズ」が有名だが、平成以降は、『ウルトラマンティガ』から『ウルトラマンコスモス』（平成ウルトラマンシリーズ）は毎日放送、『ウルトラマンネクサス』から『ウルトラマンメビウス』と深夜枠で放送の『ULTRASEVEN X』はCBCテレビが制作した。その後テレビ東京に平成第3期〜令和シリーズの制作権を譲渡した後も、ウルトラマンフェスティバルなどのウルトラマン関連のイベントにも関わっているが、2010年代以降、ウルトラマンフェスはTBSラジオ主催へと変更になっている。
腸捻転解消以降、「昭和仮面ライダーシリーズ」（『仮面ライダーストロンガー』から『仮面ライダーBLACK RX』まで）を毎日放送制作の下に放映していたが、平成仮面ライダーシリーズからは、シリーズを共同制作する東映が大株主であり、初代シリーズから『仮面ライダーアマゾン』までをMBSからネット受けしていたテレビ朝日が制作・放送している（これに伴い関西地区の放送局は朝日放送テレビに変更）。

## 大型番組改編

### 1987年
この年に行われた大改編は報道番組が中心であった。
1987年10月、帯ニュース番組『ニュース22プライムタイム』を開始させる。これに伴い、1984年から18時30分 - 19時20分というゴールデンタイムに食い込む形で放送されていた夕方全国ニュース『JNNニュースコープ』が再び19時までの放送時間へと縮小された。また、最終便ニュース『ネットワーク』も終了した。
放送時間の確保のため、月-金曜22時に放送されていた『月曜ロードショー』（21時からの2時間枠）や『そこが知りたい』、「金曜ドラマ」などを枠移動させた。しかし、鳴り物入りでスタートした『プライムタイム』だったが、1年で番組が終了。その後『JNNニュースデスク'88・'89』となったが、1989年秋に月-金曜22時台から帯ニュース番組を終了させ、『筑紫哲也 NEWS23』で再び23時台に戻った。

### 1992年
1992年にはバラエティ番組とクイズ番組の大改革が行われている。
前年12月に開局40周年を迎えたものの、一部番組の低迷が顕著だったため、同年に入り、当時の社長・磯崎洋三が大改革を掲げた鶴の一声を発した影響から、春改編より一部番組の終了やリニューアルが実施され、秋改編では月曜日から木曜日の19時台に『ムーブ』という日替わりのバラエティ番組枠を誕生させた。
ただ、この影響で、月曜日夜にあった『クイズ100人に聞きました』や『わいわいスポーツ塾』を筆頭に、水曜日夜にあった『わくわく動物ランド』、土曜日夜にあった『クイズダービー』、『KATO&KENテレビバスターズ』など、1970年代から1980年代にスタートした名物番組の多くを、視聴率の良し悪しや地域差などにかかわらず終了させている。1992年だけでTBSは昭和時代から放送されていたクイズ番組が5本終了することになった。
しかし、この大改革も『関口宏の東京フレンドパーク』と『上岡龍太郎がズバリ!』が存続（前者に関してはムーブ枠での放送終了後、司会の関口宏を続投させる形で『関口宏のPAPAパラダイス』を半年間放送した後、『関口宏の東京フレンドパークII』にリニューアルした上での再開。後者は番組タイトルを2回変更し、最終的には1996年9月まで放送）したのみで、失敗に終わっている。これらの改革の失敗により、TBSの視聴率はそれまで万年4位であったテレビ朝日にも番組によっては抜かれることが多くなった。
そこに追い討ちをかけるように、1996年にはいわゆる「TBSビデオ問題」が発覚、この頃より同局に対して世間からは厳しい目が向けられるようになった。

## 放送地域

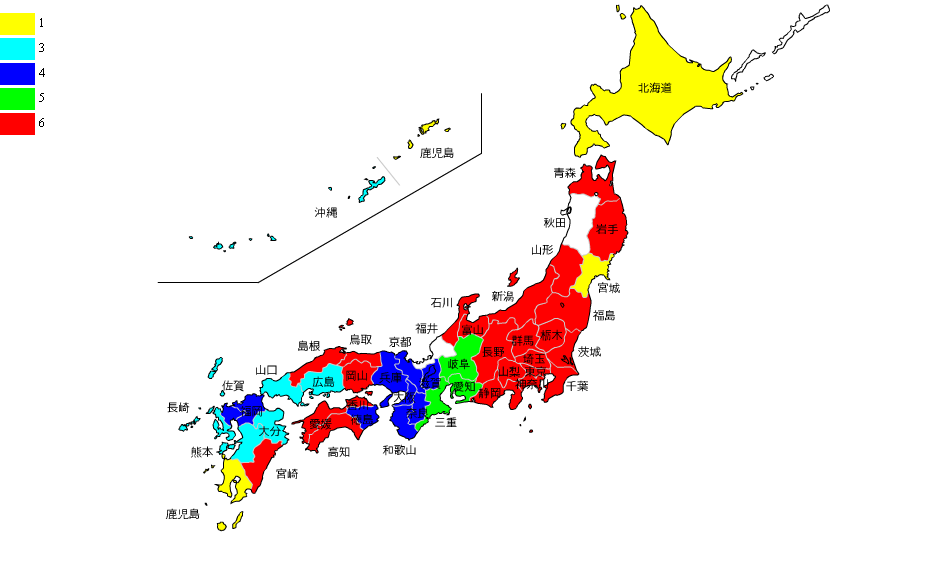
JNN系列のリモコンキーID地図

放送対象地域は関東広域圏である。

### 呼出符号、呼出名称、チャンネル

#### デジタル放送の概要

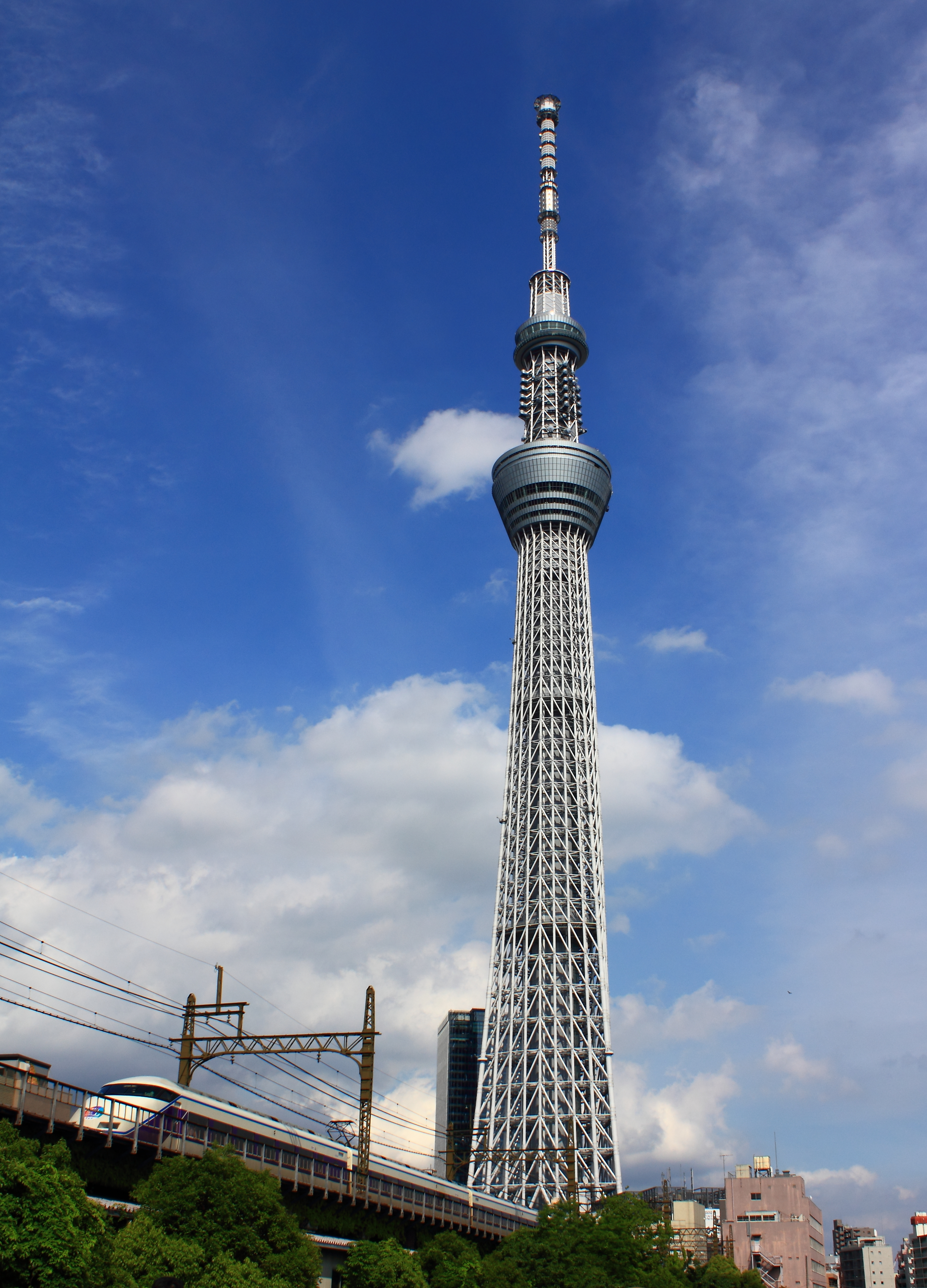
現在の送信所である東京スカイツリー

- 呼出符号（コールサイン） - JORX-DTV
- 呼出名称（コールネーム） - TBSデジタルテレビジョン
- リモコンキーID - 6
- 3桁 - 061、062、268（Gガイド）、661（ワンセグ用）。
- チャンネル - 送信所：東京スカイツリー（東京都墨田区） 物理チャンネルは22チャンネル[注 54]（送信周波数527.142857MHz・出力10kW）[185]
- リモコンキーIDは「6」である[注 55]のはアナログ放送のチャンネル番号に由来する。

中継局
| 東京都 - 新島 - 22ch - 伊豆大島 - 45ch - 八丈 - 32ch - 青梅沢井 - 22ch - 八王子 - 22ch - 新島本村 - 22ch - 八王子上恩方 - 36ch - 鶴川 - 39ch - 小仏城山 - 42ch 茨城県 - 水戸 - 15ch - 日立 - 15ch - 十王 - 41ch - 山方 - 22ch - 常陸鹿島 - 22ch - 日立神峰 - 22ch - 竜神平 - 22ch - 北茨城 - 15ch - 奥久慈男体 - 22ch - 大子 - 15ch - 里美 - 15ch - 御前山 - 22ch - 水府 - 15ch - 笠間 - 33ch - 岩瀬 - 22ch - 那珂湊 - 22ch | 栃木県 - 宇都宮 - 15ch - 矢板 - 15ch - 足利 - 22ch - 今市 - 22ch - 馬頭 - 22ch - 日光清滝 - 38ch - 鹿沼 - 33ch - 足尾 - 39ch - 那須伊王野 - 22ch - 日光広久保 - 16ch - 黒羽中野内 - 22ch - 烏山神長 - 22ch - 南那須志鳥 - 22ch - 黒羽川上 - 36ch | 群馬県 - 前橋 - 36ch - 沼田 - 22ch - 利根 - 22ch - 吾妻 - 22ch - 下仁田 - 22ch - 桐生 - 22ch - 草津 - 15ch - 片品 - 14ch - 川場 - 22ch - 沼田発知 - 27ch - 桐生梅田 - 31ch - 嬬恋田代 - 36ch - 沼田沼須 - 27ch - 倉渕 - 15ch - 妙義 - 30ch - 横川 - 22ch - 嬬恋干俣 - 36ch - 片品東小川 - 22ch - 子持小川原 - 15ch - 利根大原 - 22ch - 白沢 - 20ch - 松井田上増田 - 15ch | 埼玉県 - 秩父 - 22ch - 小鹿野 - 57ch - 児玉 - 22ch - 鬼石 - 20ch - 秩父定峰 - 39ch - 秩父栃谷 - 39ch - 風布 - 22ch - 飯能上赤工 - 36ch - 横瀬根古谷 - 36ch - 飯能原市場 - 36ch 千葉県 - 銚子 - 22ch - 東金 - 22ch - 大多喜 - 22ch - 君津 - 22ch - 長南 - 15ch - 市原加茂 - 41ch - 勝浦 - 22ch - 館山 - 22ch - 小見川 - 22ch - 佐原 - 22ch - 下総光 - 22ch - 丸山 - 41ch - 勝浦総野 - 41ch - 鴨川 - 48ch | 神奈川県 - 平塚 - 22ch - 小田原 - 36ch - 南足柄 - 36ch - 湯河原 - 36ch - 愛川 - 45ch - 箱根湯本 - 36ch - 横須賀武 - 36ch - 相模湖 - 22ch - 仙石原 - 36ch - 山北 - 22ch - 津久井 - 45ch - 久里浜 - 36ch - 逗子 - 36ch - 秦野 - 36ch - 横須賀鴨居 - 50ch - 湯の沢 - 14ch - 笹下 - 22ch - 釜利谷 - 45ch - 秦野菩提 - 29ch - 中井 - 36ch - 戸塚 - 22ch - 鎌倉 - 36ch - 衣笠 - 36ch - 大船 - 36ch - 箱根強羅 - 46ch - 小田原東 - 46ch - みなとみらい - 45ch - 藤野 - 45ch |

#### エリア放送の概要
| 免許人            | 局名              | 呼出符号     | 物理 チャンネル | 周波数         | 空中線電力 | 実効輻射電力 | 業務区域                 |
| ----------------- | ----------------- | ------------ | --------------- | -------------- | ---------- | ------------ | ------------------------ |
| 株式会社TBSテレビ | TBS赤坂エリア放送 | JOXZ3AA-AREA | 45ch            | 665.142857 MHz | 10 mW      | 8.9 mW       | 赤坂5丁目 赤坂サカス周辺 |

#### アナログ放送の概要
2011年7月24日を以て終了。
- 呼出符号
  - テレビ放送 - JORX-TV
  - 音声多重放送 - JORX-TAM
  - 文字多重放送 - JORX-TCM
  - データ多重放送 - JORX-TDM
    - 2001年9月30日まではJOKR-***（***は上と共通）であった。
- 呼出名称 - TBSテレビジョン（2001年9月30日までは東京放送）
- チャンネル - 送信所：東京タワー 第6チャンネル（映像周波数183.25MHz・同出力50kw、音声周波数187.75MHz・同出力12.5kw）他99中継局。
  - ※日本の民放テレビジョン放送局で親局第6チャンネルを使うのはTBS系列の本局、IBC岩手放送、北陸放送とテレビ朝日系列の朝日放送テレビ[注 56] の4局である。

中継局
| 東京都 - 大井町 - 72ch（品川区）（SHF） - 八王子 - 37ch - 多摩 - 53ch - 新島 - 56ch（垂直偏波） - 八丈島 - 6ch - 三宅島 - 6ch - 小笠原父島 - 55ch 茨城県 - 水戸、（ひたちなか） - 40ch（垂直偏波） - 鹿嶋 - 37ch - 日立 - 56ch - 十王、（高萩） - 55ch 栃木県 - 宇都宮 - 55ch - 今市、（鬼怒川） - 56ch - 日光 - 55ch（垂直偏波） - 矢板 - 42ch | 群馬県 - 前橋 - 56ch - 下仁田 - 55ch（垂直偏波） - 桐生 - 55ch - 沼田 - 55ch 埼玉県 - 本庄 - 55ch（垂直偏波） - 秩父、（小鹿野） - 18ch 千葉県 - 成田 - 55ch - 銚子 - 55ch - 香取佐原 - 56ch - 勝浦 - 55ch - 館山、（千倉） - 56ch（垂直偏波） | 神奈川県 - 山下町 - 73ch（SHF） - 横浜みなと - 56ch - 横須賀久里浜 - 39ch （北方向は水平偏波・南方向は垂直偏波） - 平塚 - 37ch（垂直偏波） - 小田原、（箱根、真鶴、湯河原） - 56ch 沖縄県 - 南大東島 - 56ch - 北大東島 - 44ch など |

## 区域外再放送
山梨県・長野県・静岡県の各一部地域のCATV事業者は各県に系列局はあるものの激変緩和措置として、区域外再放送をアナログ放送終了後3年間（2014年7月24日まで）を限度として実施していた。緩和措置の期間満了後は個別協議により次の通り継続実施していたが、2018年9月30日をもって当局を区域外再放送するケーブルテレビ局は無くなった。
静岡県
- 2014年9月30日まで
  - 東伊豆有線テレビ放送
  - 下田有線テレビ放送
  - 小林テレビ設備
- 2015年2月25日まで
  - 伊豆急ケーブルネットワーク（東伊豆地区）
- 2018年9月30日まで
  - 伊豆急ケーブルネットワーク（熱海、伊東地区）
  - 東豆有線
  - 伊東テレビクラブ

## 歴代のキャッチコピー
- あなたも聞いてる…私も見てる…楽しい番組KR（1955年 - 1960年11月28日、KRラジオと共通）
- みんなで楽しい第6チャンネル（1963年頃）
- お隣も6チャンネルのようです（1975年 - 1979年3月）
- 美しさ 確かさ TBS（1978年 - 1983年）
- もうひとつの家族（1979年4月 - 1980年3月）[注 64]
- TBS For The Best!（1980年4月 - 1987年9月）[注 65]
- この夏、手応えあり。（1983年頃）
- もう1人の家族・・・（1983年頃）
- 心にいいから6チャンネル（1986年4月）[注 66]
- 見せる気まんまん6チャンネル（1986年10月）
- こころ満開6チャンネル（1987年4月）
- もっと素敵に。TBS（1987年10月 - 1991年9月、TBSラジオと共通）[注 67]
- この秋、ドラマチック。（1989年10月）
- 知涌き、楽踊る。（1990年4月）
- 予感。（1991年4月）
- やるテレビ ぼくはリアルだ。TBS（1991年10月 - 1992年3月）
- テレビが好きですTBS（1992年4月 - 1992年9月）
- 人間の味がするTBS（1992年10月 - 1993年3月） [注 68]
- テレビ道 TBS（1993年4月 - 1993年9月）[注 69]
- だいたん、ていねい。（1993年10月 - 1994年3月）
- YES,TBS.（1994年4月 - 1998年3月、TBSラジオと共通）
- 6TBS（1998年4月 - 1999年3月）
- 夢をつなぐ橋。TBS（1999年4月 - 2000年3月）[注 70]
- 未来箱（みらいっぱこ）。TBS（2000年4月 - 2002年3月）
- TBooS（2002年4月 - 2004年3月）
- チャンネル・ロック!!（2004年4月 - 2008年3月）[注 71][注 72]
- 全力まじめ TBS（2008年4月 - 2008年9月）
- No TV? but TBS（2008年10月 - 2010年3月）[注 73]
- TBS6チェン!（2010年4月 - 2011年3月）
- with heart TBS（2011年4月 - 2012年3月）
- それ、TBSがやります。（2012年4月 - 2013年3月）
- 未来の子どもたちに今、テレビが伝えられること TBS6ch（2013年4月 - 2015年3月）
- 未来へつなぐ。From TBS（2015年4月 - 2016年3月）
- From TBS（2016年4月 - 2023年9月）
- ときめくときを。（2023年10月 - 、TBSグループ共通のブランドメッセージ)

### コーポレート・スローガン
- この窓は、キミのもの。（2003年4月 - 2006年3月）
- 「おもしろくって、ためになる」テレビ局 TBS（2006年4月 - 2020年3月）
- 最高の時で、明日の世界を作る。From TBS（2020年4月 - 2023年9月）
- ときめくときを。（2023年10月 - ）

## マスコットキャラクター
豚でもない熊でもない架空のキャラクター「BooBo」（ブーブ）。デザイナーは佐野研二郎。
2013年3月「BooBo」の友達としてピンク色の「Boona」（ブーナ）が加わった。
他のキャラクターには、ドラマ再放送枠を担当していた黄色の「サイのピート君」（好きな食べ物：餃子、嫌いな食べ物：鳥皮）が存在した。

## スタジオ

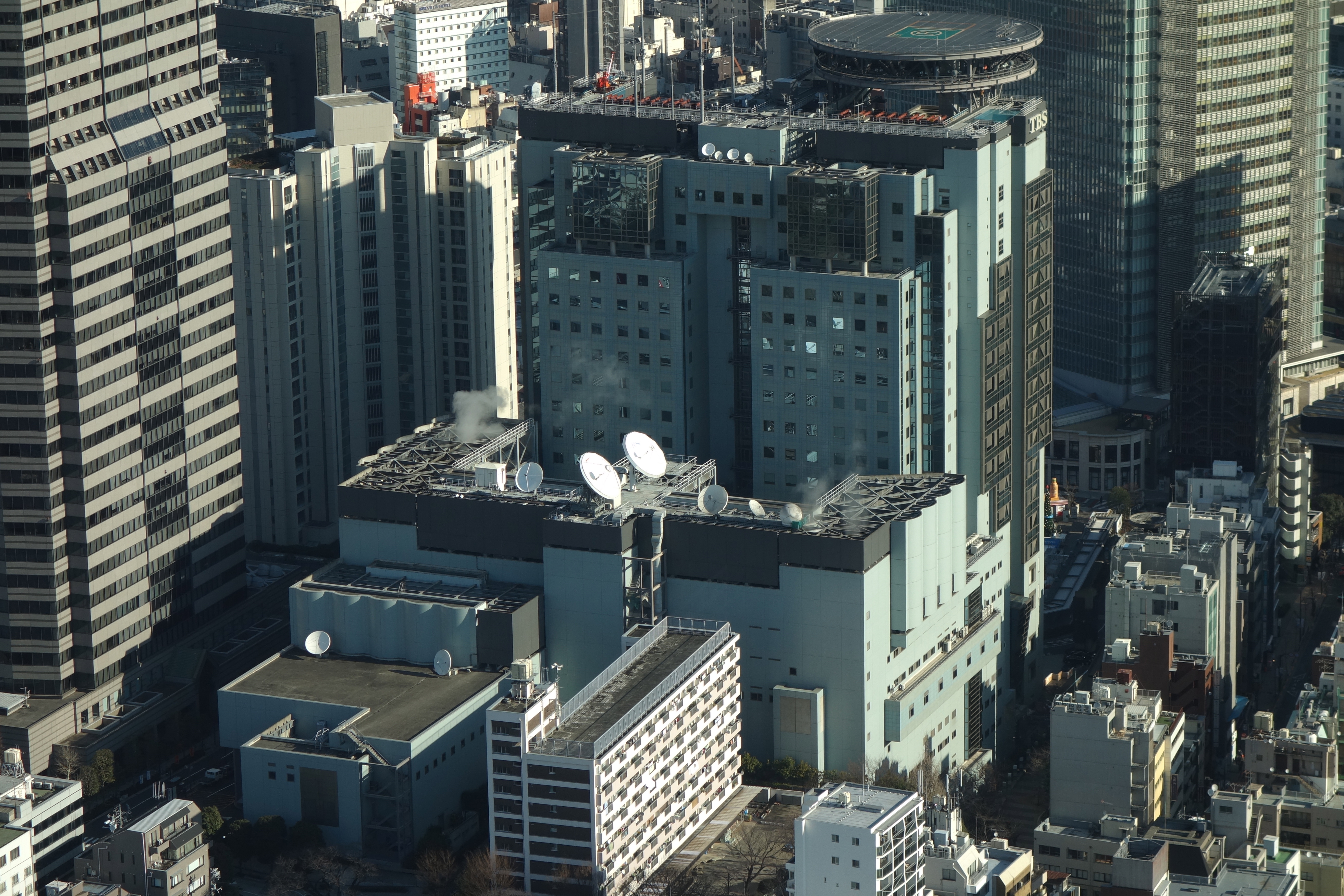
TBS放送センター

### 報道用サテライトスタジオ
- 国会記者会館（千代田区永田町 国会記者会館内）
- 東証アローズ（中央区日本橋兜町 東京証券取引所 東証アローズ メディア・センター内）
- 警視庁記者クラブ（千代田区霞が関 警視庁内）

ほか

### 過去に存在したスタジオ
- 旧・テレビ局舎スタジオ

- 砧スタジオ（略称TMC）

### その他
1987年に日比谷シャンテ（現・TOHOシネマズシャンテ）内にサテライトスタジオを開設し（管理は千代田ビデオが担当）、TBS本局と専用の映像回線で結ばれていたため生放送での利用も可能だったことから、『新伍のお待ちどおさま』『平成名物TV』などの放送が同スタジオから行われていたが、1994年に閉鎖されている（現在のスクリーン3）。また同じく千代田ビデオが管理する科学技術館内のスタジオもサテライトスタジオ的に使われ、『3時にあいましょう』→『スーパーワイド』（1994年まで）『料理天国』等の生放送や収録などに利用されていた。

## 情報カメラ設置ポイント
- 東京都
  - 赤坂（赤坂パークビルヂング屋上・赤坂サカスアネックス屋上及びサカス広場）
    - 赤坂の情報カメラは「本社屋上である」との誤解が多いようであるが、正しくは隣接し本社放送センターよりも高層である赤坂パークビルヂング屋上（ここにTBSテレビとラジオの予備送信設備も設置）に設置されている。故にTBSの各番組では「TBS屋上」という表現はなされずに、「赤坂のお天気カメラ（情報カメラ）」と表現される。
    - サカス広場のカメラは移動可能の半固定式であり、イベントに応じて設置位置を適宜移動している。

  - 浜崎橋
  - 新宿駅南口（小田急新宿サザンテラス）
  - 井の頭線渋谷駅（渋谷マークシティ低層部屋上）
  - 隅田川
  - 皇居前（郵船ビル）
  - 東京駅（東京国際フォーラム）
  - 東京スカイツリー（2012年3月8日 - ）
  - 羽田空港（第1ターミナル・第2ターミナルの2か所に設置）
  - 神宮外苑（2020年11月25日 - ）
  - 豊洲
  - 浅草
  - 伊豆大島
  - 八丈島（IP伝送による情報カメラ）
  - 父島（2012年8月28日 - ）
- 神奈川県
  - 横浜
  - 横浜・八景島シーパラダイス
  - 江の島（新江ノ島水族館屋上）
  - 小田原
  - 松田町（東名高速大井松田IC至近）
  - 横須賀市
  - 箱根町芦ノ湖（成川美術館屋上）
- 埼玉県
  - 浦和
- 千葉県
  - 千葉市
  - 銚子
  - 鴨川
  - 成田国際空港
- 茨城県
  - 東海村（常磐線東海駅前。東海発電所対応カメラ）
  - 大洗町
  - 水戸市
- 群馬県
  - 浅間山（浅間山の火山活動対応用。画角4:3・SD画質）
  - 高崎市
- 栃木県
  - 宇都宮市
- 新潟県
  - 苗場スキー場（苗場プリンスホテル屋上）

苗場カメラは、冬季のみで主に天気番組（コーナー）で映像が使用される。なお、苗場スキー場がある地域は、新潟放送の放送エリアである。また、系列ホテルである新宿プリンスホテルにはテレビ朝日の情報カメラが設置されている。
- 静岡県
  - 静岡放送が自社エリア内である静岡県伊東市および熱海市に設置している情報カメラも専用回線により同社東部総局（沼津市）経由にて受信可能（TBSからのカメラ操作はできないが、静岡放送の了解のもと、映像の独自使用が可能）
- TBSの情報カメラは浅間山及び地震対応カメラを除き、すべて画角16:9。銚子、隅田川、浅間山及び地震対応カメラを除きHD対応。
- 地震発生時の瞬間映像を撮影するため、水戸市や千葉市、さいたま市、宇都宮市など関東の複数地点にカメラが設置されている（ただし全て画角4:3のSD映像）。
- このうち、新宿駅南口・浅草・横浜・羽田空港（第1・第2）の情報カメラは、TBS NEWS DIGのYoutubeチャンネルで24時間ライブ配信を行っている。
- 過去には、1972年から1994年の放送センター完成まではTBS旧社屋舎鉄塔の地上50m部分に設置されており、本館の屋上（1971年4月から1972年は別の場所）にもスタジオ用カメラを設置していた。箱根の星の王子さまミュージアムにも2023年の閉館まで設置されていた（基本的に常設であるが、使用頻度は低かった）。

## 主な人物
- 社長と会長に関してはページ下部のTBS歴代社長・会長とテンプレートを参照。
- 役員や番組スタッフ（プロデューサー・ディレクターなど）についてはCategory:TBSの人物を参照。
- ラジオ・テレビ各分社化前に在籍していた人物も多いため、TBSホールディングス#主な人物も参照。
- 編成局長：瀬戸口克陽
- 報道局長：米田浩一郎[189]
- 政治部長：後藤俊広[190]
- 社会部長：辻真[191]
- ニューヨーク支局長：萩原豊[192]、NEWS23元編集長
- ワシントン支局長：樫元照幸[193]
- ロンドン支局長：秌場聖治[194]
- モスクワ支局長：大野慎二郎[195]
- 中東支局長：須賀川拓[196]
- ソウル支局長：渡辺秀雄[197]
- 報道局記者：金平茂紀（報道特集キャスター、元取締役執行役員、元編集主幹、元報道局長、元アメリカ総局長、元TBSインターナショナル副社長、元ワシントン・モスクワ支局長、『筑紫哲也 NEWS23』編集長）
- 報道局記者：日下部正樹（報道特集キャスター、元アナウンサー、元報道番組部長、元報道番組部スペシャリスト部長、元北京・ソウル・香港支局長）
- 報道局記者：村瀬健介（報道特集キャスター、元中東支局長）

## 不祥事・事件・トラブル
別項が作成されている事案の詳細はリンク先を参照。所属・役職については、特記がない限り発生当時のもので表記。
1989年に発生した坂本弁護士一家殺害事件の発端になったとされる「TBSビデオ問題」後、TBSでは、報道被害や偏向報道、虚偽報道などを防ぐために、役員・従業員が守るべき行動基準として「TBSグループ行動憲章」を定め、TBS自身も番組制作と放送のルールを定めている。

### 名誉毀損・報道被害
- 2003年11月2日、「石原発言捏造テロップ事件」。
- 2004年7月26日のニュース番組で、代理母出産を行ったタレント・向井亜紀の講演での発言について、「生みの親」を批判する印象を抱かせるように報道したため、視聴者から向井側へ非難がよせられた。これに対し向井側は発言の一部のみを切り取って放送するTBSの手法を非難して抗議した。のちにTBSは誤りを認め向井側へ謝罪した。
- 2008年2月16日放送の『歴史王グランプリ2008 まさか!の日本史雑学クイズ100連発!』で、会津戦争において「旧幕府軍が若松城を明け渡したとんでもない理由とは?」との出題に対し「糞尿が城にたまり、その不衛生さから」を正解とした。これに対し、戊辰戦争時の若松城のイメージを損なうとして、3月28日に会津若松市と会津若松市観光公社はTBSと番組制作会社に24日付で抗議文を郵送したことを公表した[199][200]。TBSは訂正放送を行わなかったが、3月30日に書面にて、4月8日昼の番組でそれぞれ謝罪した。
- 2016年2月3日放送の『水曜日のダウンタウン』で、「水戸黄門の印籠は今でも水戸でも通用するのか?」と称した実験を茨城県水戸市で行ったが、放送後視聴者から「（水戸市に）観光に行こうとしたが治安が悪くなったためキャンセルした」などと市に苦情が寄せられ、市が調査した結果「放送内容は虚偽によるもので市のイメージが損なわれた」として放送倫理・番組向上機構（以下BPOと記載）に同年3月2日までに意見書を提出したことを明らかにした。今回の水戸市の意見書提出についてTBSは「誠意をもって対応する」とコメント[201]。BPOの放送倫理検証委員会は同年3月11日、この件については審議の対象とはしないことを表明したが[202]、同年3月23日に当時の社長であった武田信二が定例会見で「（今回の一件により）水戸市及び水戸市を愛する方々に大変不快な思いをさせてしまったと反省しています」と謝罪、陳謝した一方で制作サイドに対しては苦言を呈した[203]。
- 2019年3月7日〜8日に放送された『あさチャン!』などで、詐欺未遂容疑で7日に逮捕された男性について、逮捕前に顔を出さない約束を書面で取り交わし取材に応じていたのに、番組では「改元詐欺の男」「逮捕前のウソ」などのテロップとともに、男性の容貌全体がわかる映像が放映された。男性は同年5月29日に不起訴処分となった。男性はTBSに2200万円の損害賠償を求めて提訴した。2023年3月24日に東京地方裁判所は肖像権侵害などを認め、TBSに550万円の支払いを命じた[204][205][206]。同年10月12日、男性とTBSの和解が東京高等裁判所で成立した。男性側の代理人弁護士によると、和解条項にはTBSが男性に対して謝罪し、放送時の映像や画像がインターネット上に掲載されている場合は削除に努めることなどが盛り込まれたという[207]。
- 2023年1月12日放送の『news23』において、九州地方の現役のJA（農協）職員が取材に応じ、職員が過大なノルマを背負わされ、自身や家族が共済の契約を結ぶという問題が多発しているという実態を告発した。しかし、インタビュー映像の加工が杜撰だったことから、告発者が職場で身元が判明して、同年3月末に退職を余儀なくされたという記事が同年5月1日号『週刊現代』で報じられた。告発者によれば「放送前に映像を確認させてもらう約束は破られ、番組では腕時計や自宅は加工されておらず、明らか身元がわかる状態で放送された」と主張している。また、このJAの自爆営業問題を追及してきた農業ジャーナリストの窪田新之助によれば、番組の取材を担当した報道局調査報道ユニットの記者が当該元職員に電話をかけ、（現代に）記事掲載を見送らせるよう求める隠蔽工作を図ったと主張している。TBS側は「現代ビジネス」の取材に対し「週刊現代等の記事にあるような『TBSに裏切られた』など当社を非難する趣旨の連絡を取材対象者から受けたことはなく、質問には取材源の秘匿の観点からお答えできません」と記事を否定[208][209][210]、逆に報道局調査報道番組部長名義で、週刊現代編集部へ抗議書を送付する事態となった[211]。同年8月、BPOの放送倫理検証委員会は本件について放送倫理違反の疑いがあるとして、審議入りすることを決定した[212]。2024年1月11日、BPOの放送倫理検証委員会は、報道の原則である取材源の秘匿を貫けていなかったと判断し、「放送倫理違反があった」とする意見書を公表した[213]。

### 偏向的・作為的な報道・演出
- 1968年3月10日、「TBS成田事件」。
- 2007年10月11日、ボクシングの内藤大助対亀田大毅の世界タイトルマッチで「実況、解説が不公平である」という抗議電話が相次いだ。なお、TBSラジオでは全く正反対の内容で放送していた[注 74] こともあり物議を醸した。TBSはその後も単独独占生中継であるにもかかわらず「マスジャーナリズム」を例に挙げ、視聴者もろともお互い様であると締めくくり、ネット、視聴者からの批判が相次いだ。同時に、朝日新聞や産経新聞のほか、毎日新聞からもTBSに対して10月16日朝刊において名指しで批判を受けた[214]。
- 2010年3月11日、関西大学の李英和教授らが朝鮮学校に対する高校授業料無償化についての会見を行ったことを取り上げたニュースで、李教授の「朝鮮学校の子ども達の為になることというのは、お金をあげることじゃなくて学校運営を民主的にすることですから」と述べた部分を、「朝鮮学校の子どもたちのためになることというのは、お金をあげることですから」というテロップを付与して放送した。TBSは翌日に訂正とお詫びを自社サイト内のニュースページ「News i」に掲載、YouTube内のTBS公式チャンネル「TBS News-i」からは当該動画を削除した[215]。また、この件はBPOにも多数の批判が寄せられた。
- 2015年8月31日に月曜ゴールデン枠で放送された2時間ドラマ『SP 八剱貴志』で、北朝鮮による拉致被害者救出を祈るシンボルであるブルーリボンバッジを贈収賄事件で逮捕される悪徳政治家役（演：寺田農）に着用させ、ネット、視聴者から「北朝鮮に拉致された日本人を救出するための全国協議会（救う会）や拉致問題に取り組んでいる保守系政治家のイメージダウンを狙った悪質な印象操作である」という内容の批判が相次ぎ、北朝鮮による拉致被害者家族連絡会も正式にTBSに抗議した。TBSの番組担当者は、ブルーリボンバッジの意味を知った上で救う会の公式サイトで購入して着用させた事も認めており、着用理由について「ニュースなどで安倍晋三首相をはじめ多くの国会議員がバッジを着用しているのを見て、バッジを付けることで政治家っぽい雰囲気を出せると思った」と説明したという。
- 2024年10月19日放送の『熱狂マニアさん!』の内容について、日用品家具大手のニトリの商品を約2時間にわたり取り上げたことが「企業のPR色が強く広告放送と誤解されるおそれがある」として、放送倫理・番組向上機構（BPO）は2025年1月10日、放送倫理検証委員会で審議することを決定した[216]。同年7月11日、同委員会は、番組と広告の区別があいまいであり、「放送倫理違反があった」とする意見書を公表した[217]。

### 捏造・やらせ・誤報
- 2004年3月5日放送の報道特別番組『告白〜私がサリンを撒きました〜オウム10年目の真実』で、インタビューに出演した男性に、伝聞に基づく情報を実際に目撃したかのように証言させたとするやらせがあった、と雑誌が報じた。TBSは、誤解をまねく不適切な表現があったと謝罪したが、やらせについては否定した[218][219]。
- 2007年3月12日、「TBS掲示板捏造問題」。
- 2010年4月2日にMAZDA Zoom-Zoom スタジアム広島で行われていたプロ野球セントラル・リーグ 広島 - 巨人戦において、試合開始前にノックをしていた巨人の木村拓也コーチ（4月7日死去）がグラウンド内で突然倒れ、救急車で病院に搬送された際に、夕方の関東圏向けニュース『Nスタ』でその時点では意識不明であったにもかかわらず速報で「急死」と報じた（詳細はNスタ#問題となった放送内容を参照）。同日の『JNNフラッシュニュース』及び『NEWS23X』、TBSの公式ホームページで謝罪し、翌週の4月5日の番組冒頭でもメインキャスターの堀尾正明と長峰由紀が謝罪及び訂正を行った[220][221]。
- 2010年5月19日夜、5月20日朝に、民主党幹部が明かした話として「赤松農水相が外遊中に海外でゴルフをしていた」などと報じた。情報源であるはずの民主党の幹部も、20日朝になって「伝聞だった」などとして、具体的な根拠はなかったことを明らかにしたという。これを受けてTBSは、「発言に対する裏付け取材が不十分だった」として番組内で陳謝した。
- 2012年11月16日放送の『みのもんたの朝ズバッ!』でNHKアナウンサーの電車内での痴漢行為による逮捕のニュースを放送する際に、誤って安倍晋三の映像を2秒間流した。後にアナウンサーが謝罪した。
- 2013年4月29日放送の『私の何がイケないの?』に出演した女性が高級外車の購入を決めたと伝えられたが、実際は購入されておらず、価格も異なっていたことが発覚。
- 2014年1月15日放送の『奥様はモンスター』の収録現場で、「とくにデヴィ夫人への絡みは面白くなるから、よろしく」とある女性に対してデヴィ・スカルノを挑発するように仕向けるヤラセを行っていたことが判明した。また、その女性の夫とされる男性は婚姻関係が全くなかったことも明らかになっている。
- 2015年1月28日放送の『水曜日のダウンタウン』で、東京都内の100円ショップで販売されていた福袋を承諾なく取り上げ「1つも売れず」との内容を放送したが、 実際には同店が用意した福袋10袋は完売しており、事実に反していたという捏造を行い、TBSが謝罪した[222]。また、同日の放送では兵庫県西宮市にあるブックオフの店舗の福袋に関しても、タイトルがバラバラに分かれたコミック単行本の福袋を読まずに売却した顧客を「どうかしてる」としたが、実際はその顧客は読んだ上で売却しており、また番組スタッフが店舗側に対し「完全にバラバラなタイトルで中身を見せずに作ってもらえませんか」とやらせを依頼された事を示唆する内容を同店を名乗るTwitterアカウントにより告発され、この点に関してもTBSが謝罪した。
- 2015年6月2日、横浜DeNAベイスターズ対福岡ソフトバンクホークス戦のプロ野球中継で、ソフトバンク・柳田悠岐の打球が二塁塁審・渡田均に当たり、球審がボールデッドを宣告した際、実況のアナウンサーが「審判は石ころと同じですよ」と連呼し、インプレーであると説明。解説の佐々木主浩もこれに同調した。しかし、公認野球規則5.09（f）には、内野手より前にいる審判員にフェアボールが当たった場合はボールデッドになることが書かれており、日本野球機構（NPB）がTBSに抗議した。TBSは翌日の同カードの放送時、野球規則の条文をテロップで出した上で、別のアナウンサーが「あたかもミスジャッジであるかのような発言がありました」と釈明した[223]。
- 2016年6月16日、TBSとテレビ朝日のニュース番組の街頭インタビューで同一の女性が登場していたため「さくらか?」「やらせではないか」との声が続出した[224]。なお、産経新聞はこの女性が市民団体の構成員であると報道した事について、事実確認をしていなかった事を認めて謝罪した[224]。
- 2016年6月19日に放送された『珍種目No.1は誰だ!? ピラミッド・ダービー』の中で行われた「双子見極め対決」において、出演者の一人だった男性顔相鑑定士の画像を故意にCG加工して見えなくし、さらに当初のルールになかった脱落とする不適切な演出が行われたことが6月27日までに発覚した。鑑定士が同月22日の自身のブログで告発。TBSは同月26日にこの鑑定士に対して番組プロデューサーが謝罪したが、鑑定士はBPOへの申し立てや法的手段に訴えることを検討。鑑定士は「番組の構成上面白がってやったのかも知れないが、あまりにもひどすぎる。全国ネットを使ったいじめだ」とコメント。今回の件についてTBSは事実関係を確認中とし[225]、翌27日には広報部が「行き過ぎた編集があった」とコメントしたものの、鑑定士が主張する捏造は否定した[226]。しかし7月8日、BPOの放送倫理検証委員会はこの件について審議入りすることを決定。同番組にはやらせ問題で打ち切りとなったフジテレビ系『ほこ×たて』と同じ番組制作会社のスタッフが関わっていた[227]。その後、委員会は12月6日に「重大な放送倫理違反があった」との結論を取りまとめた意見書を発表した。今回のBPOの決定に対しTBSは「委員会の指摘を重く受け止める」などとコメントした[228]。
- バラエティー番組『消えた天才』で2019年8月11日ほか2018年に放送された3回分の放送を含む4回分の放送で、映像を意図的に早回し(約2割程度)する加工をするという不適切な演出をしていたことが同年9月に発覚した。
- バラエティー番組『クレイジージャーニー』で2019年8月14日含む複数の放送回にて、ロケ前に準備していた生物をロケ中に発見したかのように放送していたことが同年9月11日に発覚した[229]。なお、前述の「消えた天才」と共に2番組は9月末で打ち切りとなった。
- バラエティー番組『アイ・アム・冒険少年』で2022年1月3日放送の『冒険少年 新春! 超・脱出島SP』正月4時間スペシャルでロケ前にイカダをスタッフが一緒につくる様子などの不適切な演出が同年1月9日掲載の『文春オンライン』の報道により発覚した[230][231][232][233][234]。

### 番組収録中の事故
- 1970年12月6日、『芥川也寸志のコンサート・コンサート』をGスタジオで収録中、170人の合唱団が乗ったひな壇が崩れ、骨折などの重傷3人、軽傷11人[235]。
- 2001年10月16日、『うたばん』の収録中にアイドルグループのモーニング娘。の紺野あさ美がスタジオ内の深さ90センチメートルの溝に転落する事故が発生、紺野は右ひざ上に合計12針を縫う怪我を負った。TBS側は謝罪したものの、デビューを目前に控えていた紺野にとってはコンサートや番組のキャンセルを余儀なくされた。
- 2002年5月5日、緑山スタジオでの『筋肉番付』収録中、京都大学1年の男性中国人留学生と東海大学3年の男子学生が、競技中に頚椎などを損傷する重傷、さらに1人が頚椎捻挫を起こす事故が発生。5月24日、TBSは『筋肉番付』の打ち切りを決定し、後に同番組は終了した[236]。ただし、5か月後の2002年10月12日より『体育王国』に改称する形で事実上再開している。
- 2006年8月28日、緑山スタジオでの『KUNOICHI』の収録中に参加者が感電し病院で手当てを受ける事故が発生したが、TBSは県警や消防への通報および事故の公表を行わなかったことが判明した。また、事故の際他の参加者への事故の説明を一切行っていなかった。原因はアース設備の不備だったという。TBSは安全確認の徹底に努めるとして謝罪した。
- 2007年3月3日、緑山スタジオでの『新SASUKE2007春』の収録中、1st STAGE第一エリアのロープグライダーでお笑いコンビのブラックマヨネーズの小杉竜一が着地に失敗し、着地点の浮き島の角に左腕を強打し、左肩を脱臼する事故が発生した。病院に緊急搬送されたが、TBSは事故の公表も警察への通報も行わなかったことが判明した。なお、この事故は放送1週間前の2007年3月14日に既に報道されていた。診断結果は全治3週間。放送では小杉の競技の模様はオンエアーされたが、脱臼に関する部分は一切カットされていた。TBSは収録1か月後、放送2週間後の2007年4月2日に事故を公表した。その後、小杉を含む計5人が負傷し、うち1人は足を複雑骨折して全治6か月の重傷で入院していることを警察に届け出た事が判明した。小杉はある週刊誌によると、救急車ではなくタクシーで病院に向かった事を明らかにした。TBS側は「けがは通常起こりうる範疇のもの」と釈明した。また、一連の事故に対するマスコミのTBS批判に対し、TBS社長の井上弘は定例記者会見で「不当なバッシング」と述べた。
- 2007年4月19日、2002年の『スポーツマンNo.1決定戦 芸能人サバイバルバトル』の収録において、俳優の金子昇が手首を骨折する怪我を負っていたことが判明した。『KUNOICHI』『SASUKE』の事故と同様に事故の公表や警察への通報をしていなかった。
- 2007年4月25日、『第二アサ秘ジャーナル』で、バギーによるタイムトライアルの収録中に、出演者の江口ともみが転倒する事故が発生し、腎臓を損傷し手術で摘出するという重傷を負った。TBSは謝罪したが、後にバギーを管理する那須バギーパークの安全に対する警告がありながら収録が強行されたことが判明した[237]。
- 2008年3月29日に生放送された『オールスター感謝祭』で、お笑いコンビの次長課長の河本準一が番組内の企画コーナー「大相撲赤坂場所」（体にローションを塗って相撲を取るゲーム）で、マットを被せた発泡スチロール製の土俵で胸を強打し、右胸の肋骨を骨折する全治1か月のケガをした[238]。
- 2010年1月21日、『オレたち!クイズMAN』で、お笑いコンビのオードリーの春日俊彰がスタントの体験を行うロケの収録中、クッションやダンボールを厚さ約1メートル20センチに重ねた養生マットに背中から落ちる予定だったが、誤って足から落ち左足関節を骨折する事故が発生した。この事故を受けTBS側は「ご本人をはじめ、オードリー・若林正恭氏、所属事務所ほか関係各所の皆様に大変ご迷惑をおかけして申し訳ございませんでした」と謝罪。「今後このような事故が起こらないように番組制作上の安全管理をさらに徹底していく」としている[239]。
- 2012年4月4日、『炎の体育会TV』の収録中、番組内のコーナー「ハンドボール」で東国原英夫 元・宮崎県知事が試合中に倒れこみシュートと相手選手との接触・衝突により左肋骨を強打する全治3週間程度のケガをした。
- 2012年9月15日、茨城県常総市の小学校での『リンカーン芸人大運動会』の収録中、お笑いトリオの森三中の村上知子が右足の脹脛を負傷する事故が発生した。
- 2016年9月10日、静岡県駿東郡小山町の小学校での『リンカーン芸人大運動会2016』の収録中、最終種目のチーム対抗リレーでお笑いコンビのよゐこの有野晋哉がバトンパスで転倒し、左鎖骨を骨折する事故が発生した。これにより、有野は全身麻酔をした上で左鎖骨にプレートを入れる手術を行うことになった[240]。
- 2018年10月、旧埼玉県狭山市立東中学校での『リンカーン芸人大運動会2018』の収録中、第4種目のイス取り合戦でお笑いコンビのTKOの木下隆行が負傷し、病院に緊急搬送される事故が発生した。
- 2019年7月、『炎の体育会TV』の収録中、お笑い芸人の宮川大輔がボードに乗って坂を滑ってジャンプする企画のリハーサルで着地する際にバランスを崩し、木製の台の角に腰を打ち付ける全治2週間のケガをした。
- 2019年9月15日、東京メディアシティでの『笑いが無理なら体張れ』の収録中、お笑いトリオのネルソンズの青山フォール勝ちが収録時に右肩甲骨関節窩骨折などの全治8週間のけがを負っていた。
- 2020年11月15日、関東近郊の乗馬クラブでの『news23』の収録中、歌手のMISIAが騎乗していた馬が突然走り出し、振り落とされる形で落馬する事故が発生した。ヘルメットを着用していたため頭部への怪我は無かったが、翌日病院にて診断を受けた結果、背骨の第6・第7胸椎棘突起部の骨折で全治6週間の怪我を負っていた事が判明。原因は乗馬スタッフから番組スタッフに対して「動かないように」と指示を出していたが、何かの拍子で動いてしまい、その際に敏感な馬が反応してしまったと思われる[241]。企画自体はMISIAが放送を希望した事もあり、同年12月17日にメインキャスターの小川彩佳による謝罪を行った後に予定通り放送されている[242]。
- 2022年11月24日、『オオカミ少年』の企画「ソクオチ」（クイズの不正解者がスポンジ状のクッションで満たされた約1.5m下の落とし穴に落下する企画）の収録中、タレント・歌手の松本伊代がクイズの不正解に伴い落下した際腰を痛め、病院で診療を受けた結果、腰椎の圧迫骨折で治癒には3か月程度の加療を要するとの診断を受けた[243][244]。

### 不適切な表現・取材
- 1990年5月16日、「TBSビデオテープ押収事件」。
- 2007年11月30日、横綱朝青龍記者会見のため両国国技館近くで待機していたTBS腕章着用者が屋外で喫煙するところを日本テレビに生中継されてしまった。場所が公道上か国技館敷地内かは不明だが、公道上であれば墨田区路上喫煙禁止条例違反、国技館敷地内であっても国技館指定の喫煙所ではないため、いずれにしてもマナーに反する行為であることに変わりはない[245]。
- 2009年10月23日・同21日、生活情報番組『2時っチャオ!』（同年3月終了）に出演していた女性リポーターが、傷害と過失傷害の疑いで滋賀県大津地検に書類送検された。2009年2月、取材で滋賀県内の民家を訪れた際「人違いだ」と取材を拒否した被害女性宅に強引に上がり込もうとして揉み合い、その際、女性は玄関ドアに指を挟み、左手に1週間のケガを負ったとして警察に被害届を出していた。
- 2009年11月12日、英国人女性殺人事件の被疑者が送検された際、送検車の前に立ちふさがり運転席側窓ガラスを数回叩くなど警察官の職務を妨害したとして、千葉県行徳警察署はTBS情報制作局の男性ディレクターを公務執行妨害の現行犯で逮捕した。同日夜「逃亡の恐れがなく、身元がはっきりしている」として釈放した。男性ディレクターは釈放後、「何か撮影しなければとの思いに駆られた。自分が一番先に車の前に立ちはだかった意識はないが、申し訳ないと思っている」と話した。なお、神戸新聞に逮捕されたTBS社員の実名が掲載され、『みのもんたの朝ズバッ!』の制作などに携わっていたことが判明している。2010年7月1日、千葉地検は、この男性ディレクターについて、起訴猶予処分にしたことを明らかにした[246]。
- 2009年11月29日、男子ゴルフツアー『カシオワールドオープン』にて、石川遼選手らを取材していたTBSクルーの乗ったカートが観客の女性4人をはねる事故を起こした。被害者のうち一人はカートの下敷きになったまま約10メートル引きずられ、左眼窩底骨折の重傷で高知市内の病院に運ばれた。関係者は業務上過失傷害の疑いで警察から事情聴取された[247]。該当のカートは大会2日目にも強引な運転等によって大会運営を妨害したとされ、運営側から注意を受けていた[248]。この件に関して2010年1月20日高知地裁はTBSに雇われたフリーカメラマンに対して自動車運転過失傷害罪で禁錮2年、執行猶予4年の有罪判決を言い渡した。担当裁判官は「自分の都合で無理に発進して十分な間隔を取らなかった過失は重大」と述べた[249]。その後、TBSは日本女子ツアーを含めゴルフ中継でのカート使用を控えている[250]。
- 2009年12月5日に放送された『報道特集NEXT』及び同月8日に放送された『イブニングワイド』で、詐欺事件に関して取材を担当していたAPF通信社の記者が、取材対象の外国人男性の郵便物を無断で開封して内容を盗み見ていたことが2010年1月15日に発覚した。この記者は、男性のアパートの郵便受けから公共料金請求書を抜き取って本名を確認した後、再び封をして戻していた[251]。
- 2010年2月14日、バンクーバーオリンピックでカーリングのチーム青森の非公開練習を無断で盗撮し、日本オリンピック委員会により出入り禁止処分となる[252]。
- 2015年に行われた第97回全国高等学校野球選手権大会において、混乱を避けるため取材禁止エリアとされていた甲子園球場の場外で、取材証を持たないクルーが長蛇の列を作っていたファンに対してカメラを回していた。大会本部役員が注意すると、「個人撮影です」と嘘の説明をしてさらに取材を続行。大会本部はTBSのすべての取材証を取り上げ、翌年の大会の取材証も発行しない厳しい処置が決められた[253]。
- 2016年2月7日に行われた『第65回別府大分毎日マラソン』で、視覚障碍者女子の部で優勝した選手を取材していた音声スタッフが、大会事務局や中継を担当したRKB毎日放送などの許可を受けずに無断でゴール手前からコースに進入し、伴走者の声を併走しながら収録していた。TBSは翌8日、文書で今回の件について謝罪した[254]。
- 2016年4月21日放送の『Nスタニュースワイド』内のコーナー『ホリダス!』で、平成28年熊本地震の震源地に近い熊本県上益城郡益城町の避難所（益城町役場）の前から生中継したが、画面に映っていたTBSの記者とインタビューを受けていたピースボートの女性の背後から現れた被災者と思われる男性から「見せ物ではない」「車（中継車）邪魔。どかせよ！」などと大声で怒鳴られ、生中継を急遽打ち切った。東京のスタジオで現場の様子を見ていたメインキャスターの堀尾正明は慌てた様子で「中継を引き取ります。ご迷惑になっているようで、すみません」と謝罪したが、この騒動についてツイッター上では「報道各社は被災地に迷惑かけすぎ」「被災者からしたら、報道を建前にしたネタあさりと思われても仕方ない」といった非難の声が上がった。TBS広報部は「避難所について役場の担当者に許可を取り、ボランティアの受け入れについて放送を行っていました。今後も被災者の方々のお気持ちに十分配慮しながら取材を続けてまいります」とコメントした[255]。
- 2016年10月16日放送の『サンデーモーニング』の中のスポーツコーナー「週刊御意見番」で、前日の15日に行われた第93回箱根駅伝予選会で中央大学が予選落ちしたことに触れた際、コメンテーターを務める野球評論家の張本勲が「情報によるとちょっと内紛があるようだ」と発言。これに対して大学側は「事実無根」であるとして抗議。その4日後の10月20日、番組公式サイト上で今回の発言について「誤解を招いた」として謝罪した[256] ものの、番組内での謝罪、及びテロップ対応による謝罪は拒否した[257]。
- 2023年5月2日放送『ラヴィット!』での韓国での食べ歩きロケのVTR（事前収録）において、相席スタートの山添寛が、市場で売られていたタッカンジョン（甘辛唐揚げ）に無断で自分が使用していた爪楊枝を直接刺して食べたシーンが放映された。不適切な行為への他の演者や店主の指摘に対し山添は「ラヴィットヨ、ラヴィッソヨ」と、韓国語で「おいしい」を意味する言葉と番組名を交えた返答をしたのみで、VTR内では謝罪を行わなかった[258]。

この山添の不適切な行為や「生放送ではないので、事前にチェックできるにも関わらず放映するスタッフ」に対してSNSを中心に批判の投稿が相次ぎ、炎上に発展した。その3日後の同月5日の番組エンディングで、アシスタントを務める同社アナウンサーの田村真子が「番組として不適切であったと深く反省し、お店に直接謝罪させて頂きました。関係者の方々にご迷惑をおかけしたこと、ならびに視聴者の皆様に不快な思いをさせてしまったことをお詫びします」と謝罪した。また、見逃し配信のTVerで当該部分について削除されている。しかし、この時点で当事者の山添、番組MCの川島明、番組制作サイドの謝罪はいずれもなく、無関係に近い田村に謝罪させたことに対し、さらにSNSを中心に批判の炎上が続く状態となった。
その後、週が明けた同月8日の番組エンディングで田村が、明日に放映を予定していた韓国ロケの続編について放映しない事を伝え、MCの川島も「改めまして、先週火曜のロケ内容でご迷惑をおかけした方々、そして不快に思われた視聴者の皆様、本当に申し訳ございませんでした」と謝罪した。
- 2023年11月5日放送のサンデーモーニング内において放送された、生成AI（人工知能）で作られたフェイク画像だと伝えたイスラム組織ハマス幹部が贅沢な暮らしをしている画像などについて、「実際には生成AIを使って作られた画像ではないものと考えられる」と訂正し、番組公式サイトで謝罪した[263][264][265]。
- 2025年6月9日、ニュースサイト「TBS NEWS DIG」で配信した競泳選手主催の水泳教室に関する記事において、一部の記述を日刊スポーツから無断引用していたことが同社からの指摘で判明したため、同月20日に同サイトにて謝罪した[266][267]。

### その他・社員の不祥事など
- 2003年3月29日、メディア推進局副理事が東京国税局より9千数百万円の申告漏れを指摘され、うち、7000万円は不正な所得隠しであると認定された。これは取締役として属していた子会社のTBSエンタテインメントから番組制作費を下請けプロダクションへ水増し発注し、水増し分をキックバックさせて得ていたものとされる。本人は不正を認めなかったが、TBSは「会社の信用を傷つけた」として諭旨解雇処分とした。
- 2005年5月11日、公式サイトに掲載されていたコラム『ダッグアウト』にて、毎日・朝日・読売の各新聞社からの記事盗用が発覚した。1本のコラムに複数の記事から盗用していた例もあり、盗用された記事は計39件にも及んだ。TBSは当初「外部のフリーライターがやったこと」と発表していたが、のちに当時の編成制作本部スポーツ局担当部長が行い、フリーライターがやったように見せかける偽装工作が判明し、同部長は解雇された。また、その後の社内調査でこれとは別に3件の盗用があることが判明した。
- 2006年5月6日、「白いんげん豆食中毒事件」。
- 2009年7月17日、『キミハ・ブレイク』の収録中、8月1日スタートのドラマ『こちら葛飾区亀有公園前派出所』の番宣を兼ね、東京都葛飾区の荒川河川敷にて花火数十発を打ち上げたが、その時間は警察に届けていた「20時から21時」をとうに過ぎた22時45分であったため、所轄の亀有警察署には苦情の110番通報が数件寄せられた。番組ディレクターは、「収録が長引いた。ご迷惑をかけてすみません」と謝罪、警察は注意と再発防止を指導した[268]。その後の31日には、『こち亀』の主人公・両津勘吉を演じるSMAP香取慎吾が通報を受けた亀有署の一日警察署長を務めた。本来は『ぴったんこカン・カン』での企画であり、当初は『キミハ・ブレイク』内での放送予定はなかったが、上記の通りスケジュールが大幅に押したため、『キミハ・ブレイク』内での放送となった。
- 2010年の1月から3月に放映されたドラマ『特上カバチ!!』で、行政書士が、法律で認められていない示談交渉を行う場面が描かれたとして、大阪弁護士会がTBSに正式に抗議し、DVD販売や再放送の自粛を求めた[269]。
- 2010年6月1日にさいたまスーパーアリーナで開催された、韓国のテレビドラマ『アイリス』のイベント「ドラマティック・ライブステージ『IRIS』」において、本来、特設花道として使用する部分を誤って座席スペースとして発券してしまい、該当する観客に席の移動を促したところ、当該観客から抗議を受けるトラブルに発展した。その後、係員が代替の3階席に誘導したが、その3階席に通じる階段が閉鎖されており、4階・5階席への代替に再変更するなどの不手際が相次ぐ。同イベントを主催したTBSは、当該座席を購入した観客の内、会場で既に返金手続きを済ませた観客を除いた全ての人に、代金9800円全額を返金する措置を発表した。
- 2015年4月、「女性ジャーナリストレイプ事件」。
- 2016年10月9日に放送された『オール芸人お笑い謝肉祭'16秋』で、出演者が下半身を露出するなど低俗な内容により視聴者から抗議の声があったとしてBPOの青少年委員会が同年10月25日に審議入りしたことを発表した。今回の審議入りについてTBSは「厳粛に受け止め、また調査に対して真摯に対応する」とコメントした[270]。
- 2016年10月18日放送の『マツコの知らない世界』において、出演者から提供された新聞号外資料約300点のうち8点を番組側のミスにより紛失していたことを2017年7月に公表した[271]。
- 2017年4月上旬、メディアビジネス局担当の男性部長が危険ドラッグと見られる液体を知人女性にかけてけがをさせたなどとして、傷害及び医薬品医療機器法違反（指定薬物の所持）の疑いで警視庁に書類送検され、同年8月28日付で懲戒解雇された[272]。その後同年10月12日付で危険ドラッグ所持について略式起訴されたが、女性への傷害については不起訴処分となった。
- 2023年1月23日、広報部社員の40代の女が、同月東京都内または周辺で覚醒剤を使ったなどとして、覚醒剤取締法違反容疑で警視庁代々木署に逮捕された。社員は容疑を認めているという[273]。その後、同年2月10日東京地検に起訴されたことを受け、TBSはこの社員を懲戒解雇したことを明らかにした[274]。
- 2023年5月23日18時頃、同社アナウンサーの宇内梨沙がライブエンタテインメント局・eスポーツ研究所所員として開設しているYouTubeチャンネル「宇内梨沙/うなポンGAMES」の制作スタッフが、同月17日に実施した『SEKIRO: SHADOWS DIE TWICE』（フロム・ソフトウェア制作）のライブ配信のゲーム実況動画について、配信設定を変更する際に、誤操作によりContent ID（映像・音声に著作権を管理する設定）を「有効」にする設定を行った。これにより、同配信で使用していた映像と一致するシーンをアップロードしていた動画配信者に著作権の申し立てを適用してしまった。
- 2024年6月21日、TBSテレビの報道局に勤務する40代の男性社員が、去年6月、知人の女性にわいせつな行為をした疑いで、警視庁から書類送検された。都内の公園などで知人の女性に、キスや体を触るなどのわいせつな行為をした疑い[275]。なお、東京地検は同社員について2025年3月13日付で不起訴処分とした。地検は不起訴の理由については明らかにしていない[276]。
- 2024年9月6日、TBSテレビの50代で担当局次長の男性社員が、既婚者専用のマッチングアプリで知り合った女性に性的暴行を加えたとして、警視庁に書類送検。男性社員は今年5月、港区赤坂のカラオケ店内で、女性に対して性的暴行を加えた疑い[277]。なお東京地検はこの社員（当時）について同年12月24日付で不起訴処分としている[278]。

## TBSテレビが関係するコンピュータゲーム
1980年代から90年代初頭は日本ビクターや学研と共同出資していたパック・イン・ビデオ（ビクターインタラクティブソフトウェアへ社名変更後、マーベラスへ吸収合併）を通じたゲーム化作品が多かった。
2023年7月に社内で新ブランド「TBS GAMES」を立ち上げ、自社によるコンピュータゲーム市場参入を発表した。
TBSテレビのバラエティ番組やスポーツ番組を題材としたゲーム作品
- ファミリートレーナー 突撃!風雲たけし城（1987年）
- ギミア・ぶれいく 史上最強のクイズ王決定戦シリーズ（1991年・1992年）
- 筋肉番付シリーズ（1999年 - 2001年）[注 75]
- マッスルちゃんぴよん 〜筋肉島の決戦〜（2002年）
- TBSオールスター感謝祭 Vol.1 超豪華!クイズ決定戦（2003年）
- TBSオールスター感謝祭2003秋 超豪華!クイズ決定戦（2003年）
- アッコにおまかせ! ブレインショック（2006年）
- 東京フレンドパークII〜DSで鍛える運動能力〜（2006年）
- 世界・ふしぎ発見!DS 伝説のヒトシ君人形を探せ!（2009年）
- 東京フレンドパークII決定版〜みんなで挑戦!体感アトラクション〜（2009年）
- 飛び出せ!科学くん 〜地球大探検！謎の珍怪生物に挑め！〜（2011年）
- クイズ☆正解は一年後 presents あつしの名探偵（2023年）

以下はエポック社の体感ゲームでの同局のバラエティ番組を題材としたゲーム機。エポック社が開発をする際にTBSのみにライセンスを採る形だったため、以下に挙げたものが全てのテレビ番組とタイアップした作品であった。ジャンルは全て「バラエティ」。
- 東京フレンドパークII フレンドパークへあそびにいこう!!（2003年）
- オールスター感謝祭 超豪華!クイズ決定版 赤坂5丁目体感スタジオ!（2004年）
- 東京フレンドパーク2スペシャル! フレンドパークへみんなでいこう!!（2005年）
- 東京フレンドパークII フレンドパークへあそびにいこう!!（2003年）
- サスケ & 筋肉バトルスポーツマンNo.1決定戦（2006年）
- 東京フレンドパークIIパーフェクト! めざせ!グランドスラム!!（2007年）
- 究極! 筋肉スタジアム! サスケ完全制覇（2008年）

以下は「TBS GAMES」として開発され、配信・発売されている（またはその予定の）ゲーム作品。
- 風雲！たけし城（2023年9月1日よりRoblox内で配信）
- アイ・アム・冒険少年 超・脱出島（2024年3月7日よりNintendo Switchで発売）

TBSテレビが開発したオリジナルゲーム作品
以下はいずれも『Fortnite』上での配信で、同ゲームの実況者であるYouTuberのLiaqN（りあん）とのコラボにより開発が進められた。
- HUMAN HEAD CLIMB（2024年4月27日 - ）
- JAPANESE ZOMBIE SURVIVAL（2024年5月11日 - ）